# Dominicanenkerk (Maastricht)
De Dominicanenkerk, ook wel Dominicanerkerk genoemd, is een gotisch kerkgebouw in het centrum van de Nederlandse stad Maastricht, gelegen aan de Dominicanerkerkstraat 1, nabij het Vrijthof. De kerk werd in de 13e eeuw gebouwd als kloosterkerk voor de orde der predikheren of dominicanen. Aan het eind van de 18e eeuw werd het klooster opgeheven en vervulde de kerk diverse functies. Sinds 2007 is er een boekhandel gevestigd. De Dominicanenkerk is een rijksmonument. In het interieur bevindt zich onder andere een 14e-eeuws fresco met voorstellingen uit het leven van de heilige Thomas van Aquino.

## Geschiedenis

### Geschiedenis van het klooster
Het precieze jaar van vestiging in Maastricht van de in 1216 gestichte Orde der Dominicanen is niet bekend, maar ligt waarschijnlijk tussen 1231 en 1261. De eerste prior zou de heilige Winand van Maastricht zijn geweest, die in 1235 of 1236 overleed. In 1330 werd het generaal kapittel van de orde gehouden in het Maastrichtse predikherenklooster. In 1494 sloot het klooster zich aan bij de hervormingsbeweging van de observanten binnen de orde.
In november 1566 kon een beeldenstorm in de kerk worden voorkomen, maar in 1577 plunderden Duitse huurtroepen de kerk en het klooster, waarbij een deel van het klooster in vlammen opging en twee kloosterlingen de dood vonden. In 1589 woonden er alweer achttien paters, hoewel het kloostercomplex nog niet was hersteld. Dat was pas rond 1620 het geval, vooral door toedoen van prior Dominicus Nulens (1614-21), die zijn familiekapitaal inzette om het klooster te herstellen.

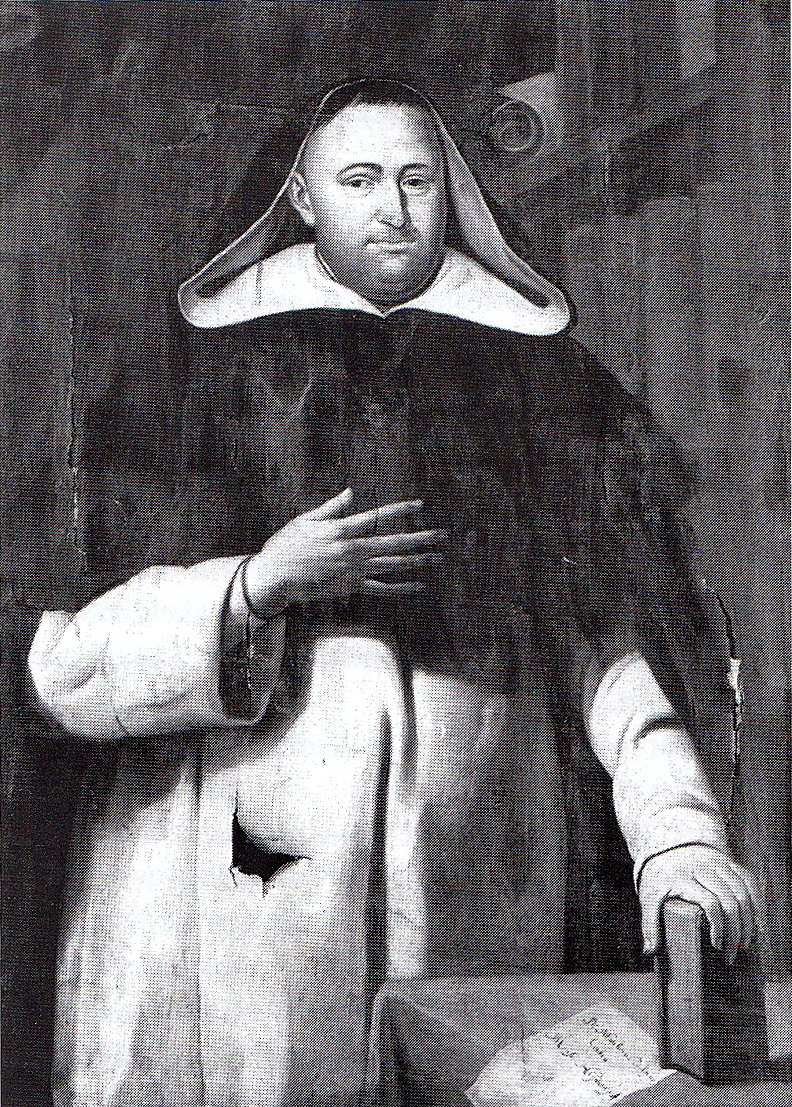
Mattheüs Dolmans

In de 16e en 17e eeuw werden veel kloosters in de Nederlanden ten gevolge van de reformatie opgeheven. In Maastricht konden de meeste kloosters ook na de overname van de stad door de protestantse Republiek der Verenigde Nederlanden (Beleg van Maastricht, 1632) blijven voortbestaan. Zo ook het Dominicanenklooster. Het klooster maakte in de 17e en 18e eeuw een nieuwe bloeitijd door. Bekende Maastrichtse dominicanen in deze periode waren: de kroniekschrijver Thomas de Heer (?-1685), de bouwkundige Franciscus Romanus (1647-1735), de theoloog en controverseprediker Mattheüs Dolmans (1673-1729) en de broers Franciscus (1737-1807) en Jan-Willem Huntjens (1757-1813), die beide hoogleraar waren in de theologie en filosofie.
De kerk dankte een groot deel van haar inventaris aan Franciscus Romanus, die in Frankrijk de ene na de andere goedbetaalde opdracht kreeg. Niet alleen kon het dak van het koor daardoor vernieuwd worden, ook schonk hij een nieuw hoogaltaar, zijaltaren, biechtstoelen, een orgel en kerkramen. In 1688 schonk hij een relikwie van de heilige Eligius, die hij van de monniken van de abdij van Mont-Saint-Éloi had ontvangen uit dankbaarheid voor de restauratie van de abdij. In 1699 schonk kanunnik Augustinus Boutart de kerk een relikwie van de heilige Marcoen. Als gevolg daarvan ontwikkelde zich in het klooster een sterke verering voor deze twee Merovingische heiligen en werd de Sint-Catharinakapel omgedoopt in Sint-Marcoenkapel.
Aan de Dominicanenkerk waren drie broederschappen verbonden: de Broederschap van de Heilige Rozenkrans, de Broederschap van de Allerheiligste en Zoete Naam Jezus en de Broederschap van de Engelachtige Strijd. Van de broederschappen konden zowel leken als geestelijken lid worden. De leden kwamen regelmatig bijeen onder leiding van een pater dominicaan en liepen onder andere mee met processies.
Op 4 november 1794 werd Maastricht, na een belegering met bombardementen waarbij het klooster en de kerk werden beschadigd, ingenomen door de Fransen. In 1796 werden alle geestelijke instellingen door de Franse revolutionairen opgeheven. Op 5 december van dat jaar werd de gemeenschap van de predikheren in Maastricht, bestaande uit 22 paters en 9 lekenbroeders onder leiding van prior Huntjens, ontbonden.

### Bouwgeschiedenis van de kerk
Waarschijnlijk werd tussen 1265 en 1270 begonnen met de bouw van de kerk. In 1265 was er onenigheid met het kapittel van Sint-Servaas, dat weigerde de Sint-Joriskapel aan de Sint-Jorisstraat (de huidige Grote Staat) af te staan. Door deze weigering waren de dominicanen gedwongen hun kloosterkerk te bouwen op een enigszins verscholen terrein, achter de bebouwing van de Grote Staat, de Spilstraat en de Helmstraat. Op Sint-Michielsdag (29 september) 1294 werd de kerk ingezegend door pater Franciscus, predikheer en bisschop van Solumbria(?), die daartoe gemachtigd was door de elect van Luik. De gotische kloosterkerk werd gewijd aan Sint-Paulus.

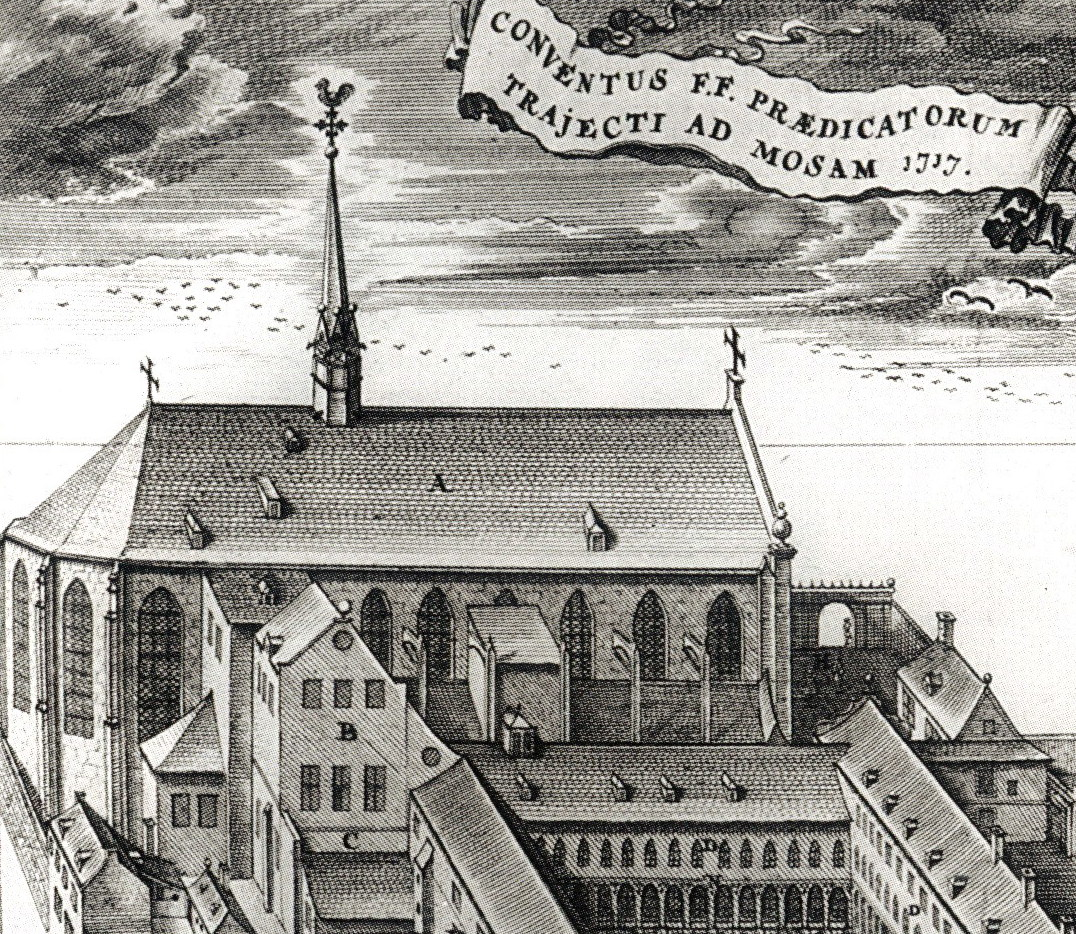
Dominicanenkerk met dakruiter. Detail van een gravure van Jacob Harrewijn uit 1717

In 1309 werd de Onze-Lieve-Vrouwekapel aan de zuidzijde van het koor opgericht (of uitgebreid). In de 16e eeuw werd deze kapel gewijd aan Onze-Lieve-Vrouw van de Rozenkrans, een Mariafeest dat door Paus Pius V (1566-72), een dominicaan, was ingevoerd ter herinnering aan de Slag bij Lepanto, waarbij de vloot van de Turken werd verslagen door de vloot van de katholieke naties Spanje, Venetië en Genua. Eveneens in 1309 werd door de familie Nuest aan de noordzijde van het koor een aan de heilige Catharina van Siena gewijde kapel gesticht. Later werd deze kapel gewijd aan de heilige Marcoen. In dezelfde periode waarin deze kapellen tot stand kwamen, werd in de kerk een grote muurschildering aangebracht, die nog steeds bestaat, met scènes uit het leven van Thomas van Aquino en de kroning van Maria. In het midden van de 15e eeuw verkeerden kerk en klooster in slechte staat van onderhoud. Door een gulle schenking van Petrus Wellens konden de nodige restauraties worden uitgevoerd.
Na de plunderingen en vernielingen van 1577 duurde het lang voordat kerk en klooster hersteld waren. Vooral door de vrijgevigheid van prior Dominicus Nulens (1614-21) lukte het begin 17e eeuw om de kerk verder te herstellen en in te richten. Zo kwamen er in de kerk vijf nieuwe altaren en een preekstoel. In 1619 maakte pater Johannes Vasoens de deels bewaard gebleven gewelfschilderingen van onder anderen heiligen van de orde en engelen. In 1674 werd door prior Jan Kupers (1672-75) een nieuw hoogaltaar geplaatst. Bij graafwerk in de kerk vond men rond dezelfde tijd het graf van Willem van der Marck, bijgenaamd het 'everzwijn van de Ardennen', die in 1485 werd onthoofd op het Vrijthof wegens medeplichtigheid aan de moord op de prins-bisschop Lodewijk van Bourbon. Rond 1700 werd aan de westgevel van de kerk een barok portaal toegevoegd. Waarschijnlijk heeft men rond deze tijd het interieur van de kerk witgekalkt, waarbij niet alleen de kleurrijke schilderingen, maar ook de pilaren van Naamse steen onder een kalklaag verdwenen.

### Opheffing klooster, kerkrestauratie en diverse bestemmingen
Na opheffing van de kloosters door de Fransen in 1796, kregen de meeste kerken een militaire bestemming. De Dominicanenkerk werd echter in 1797 aangewezen als parochiekerk voor de Sint-Jansparochie, een functie die ze slechts enkele jaren zou uitoefenen. De Sint-Jansparochie was al vanaf 1632 zwervende, toen ze gedwongen werd de Sint-Janskerk op te geven aan de protestanten. In 1805 kreeg de parochie de beschikking over de Sint-Servaaskerk. Een groot deel van de kerkinventaris verhuisde mee naar de Sint-Servaas, waaronder het Le Picard-orgel, het doksaal (verdwenen), enkele marmeren herenbanken (eveneens verdwenen), zeven barokke biechtstoelen (van Van Vlierden), het grafmonument van de graaf en gravin Van den Bergh en een groot aantal beelden en schilderijen.
Vanaf 1805 werd de kerk deels gebruikt als stadsmagazijn, terwijl een ander deel, de voormalige Onze-Lieve-Vrouwekapel, dienstdeed als drukkerij. De kloostergebouwen waren vanaf 1800 in gebruik als school. Vanaf 1899 kreeg de Dominicanenkerk een culturele functie en bood onder andere onderdak aan het Maastrichts Stedelijk Orkest. Ook werden er exposities gehouden. Zo vonden er in 1899 en 1903 bloemententoonstellingen plaats. Bij die laatste gelegenheid kwam koningin Wilhelmina een kijkje nemen.
In de periode 1912-1917 vond er een algehele restauratie van de kerk plaats onder leiding van Pierre Cuypers en Willem Sprenger. Bij deze restauratie werd onder andere het barokke ingangsportaal verwijderd en werd de westgevel teruggebracht in 'puur gotische stijl', volgens de restauratieprincipes van Cuypers. In het interieur werden de kalklagen van de mergelstenen muren afgeschraapt, waardoor veel van de door Lambert von Fisenne beschreven bouwhistorische informatie (jaartallen, metselaarstekens en Maastrichtse stadssterren) verloren is gegaan.
In 1927 werden enkele panden aan de Helmstraat afgebroken, waardoor een pleintje ontstond en de Dominicanenkerk meer in het zicht kwam te liggen. In 1924 werd in de kerk elektrische verlichting aangebracht, in 1926 centrale verwarming en in 1927 werden een vestiaire en twee kleedkamers gebouwd. Hierna werd de kerk in gebruik genomen als concert- en tentoonstellingszaal. In 1930 werd (opnieuw) een orgel geplaatst, gebouwd door de firma Vermeulen uit Weert. In 1962 werd dit 'concertorgel' geplaatst in de Antonius-van-Paduakerk in Scharn. In 1953 werd de verwarmingsinstallatie vernieuwd. Tijdens deze periode werd de kerk ook gebruikt voor het houden van diverse tentoonstellingen en het vieren van carnaval. Tussen 1970 en 1977 had de dienst Stadsarchief en -bibliotheek er een reservedepot. Hierna maakte het postkantoor korte tijd gebruik van de kerk. In de jaren 1980 werd de kerk opnieuw gebruikt als expositieruimte, feestlocatie, 'carnavalstempel' en zelfs enkele jaren als fietsenstalling.

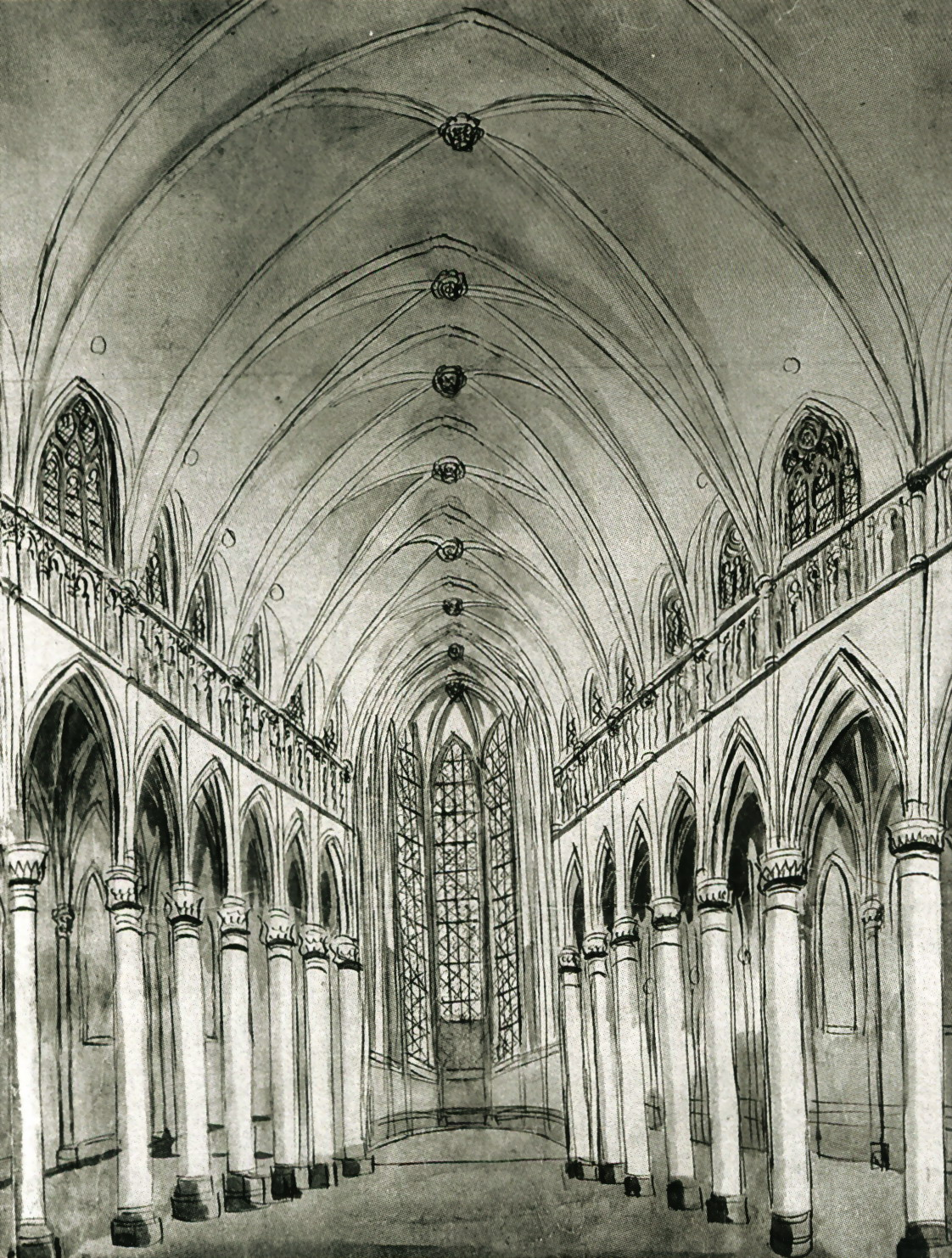
Witgekalkt interieur (Ph. van Gulpen, ca. 1840)
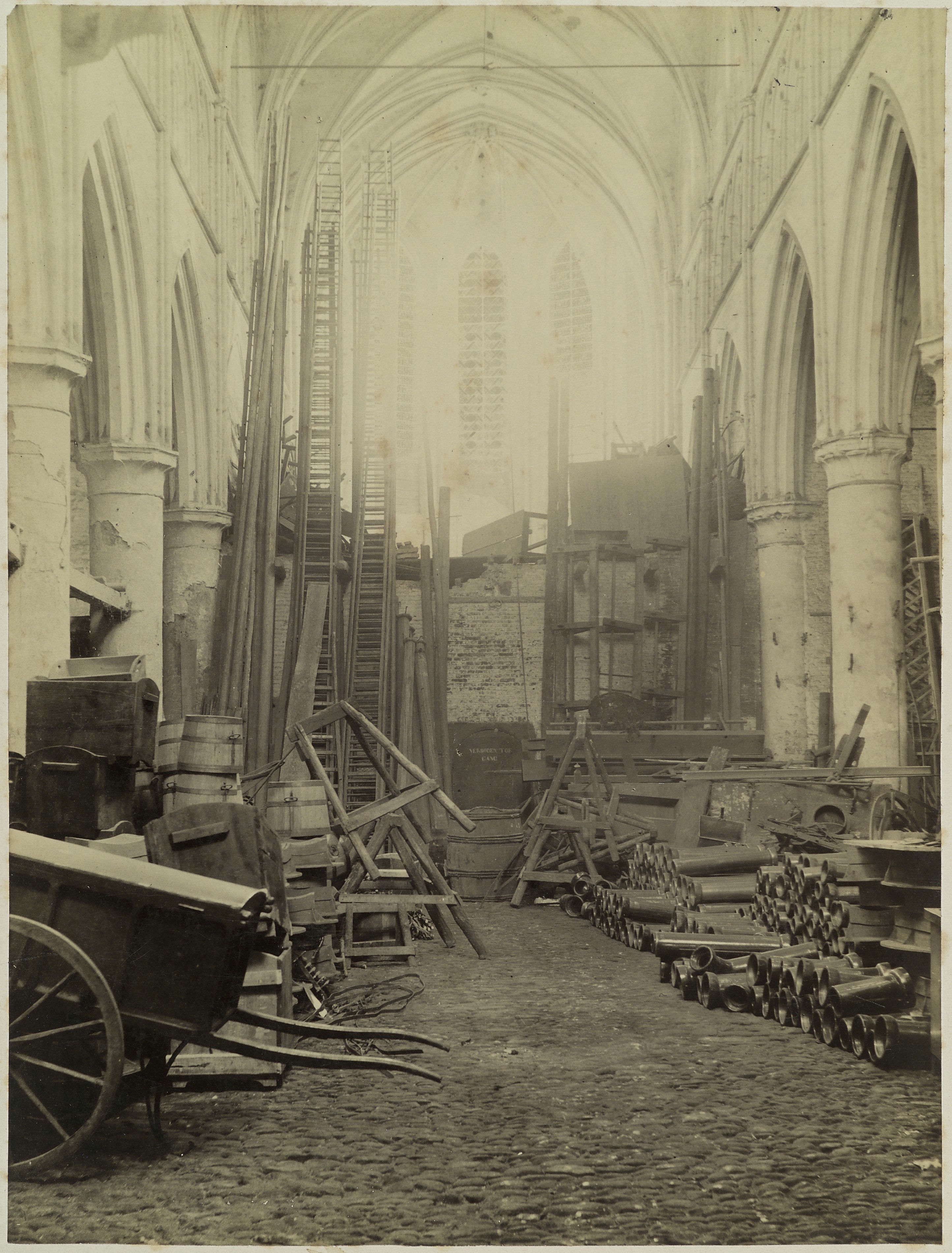
Interieur gemeentelijk magazijn (1884)
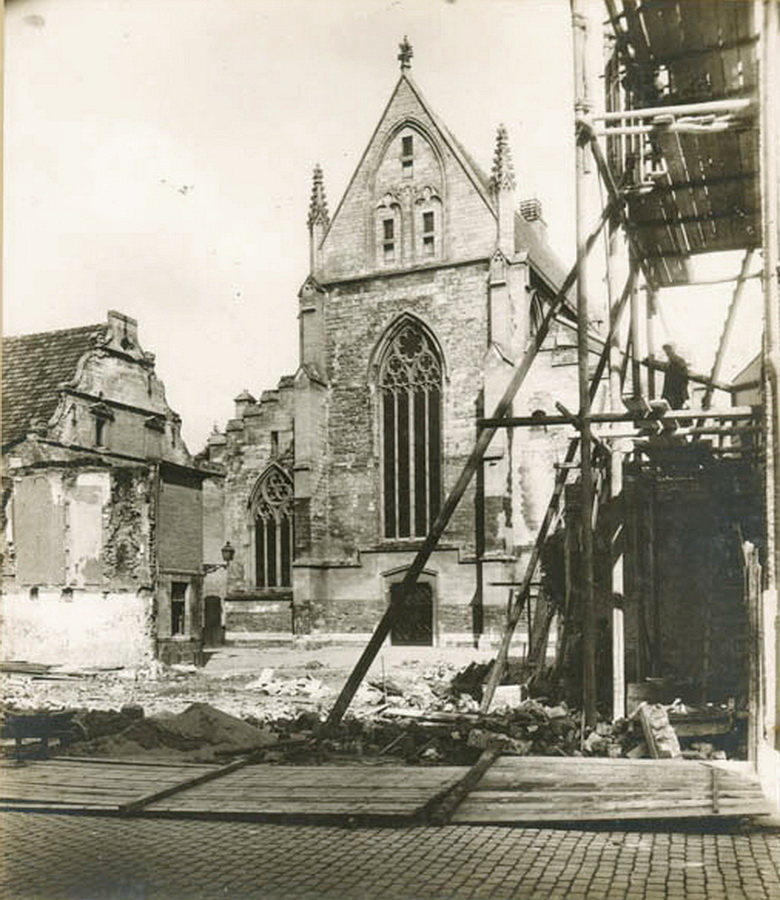
Afbraak panden Helmstraat (1927)
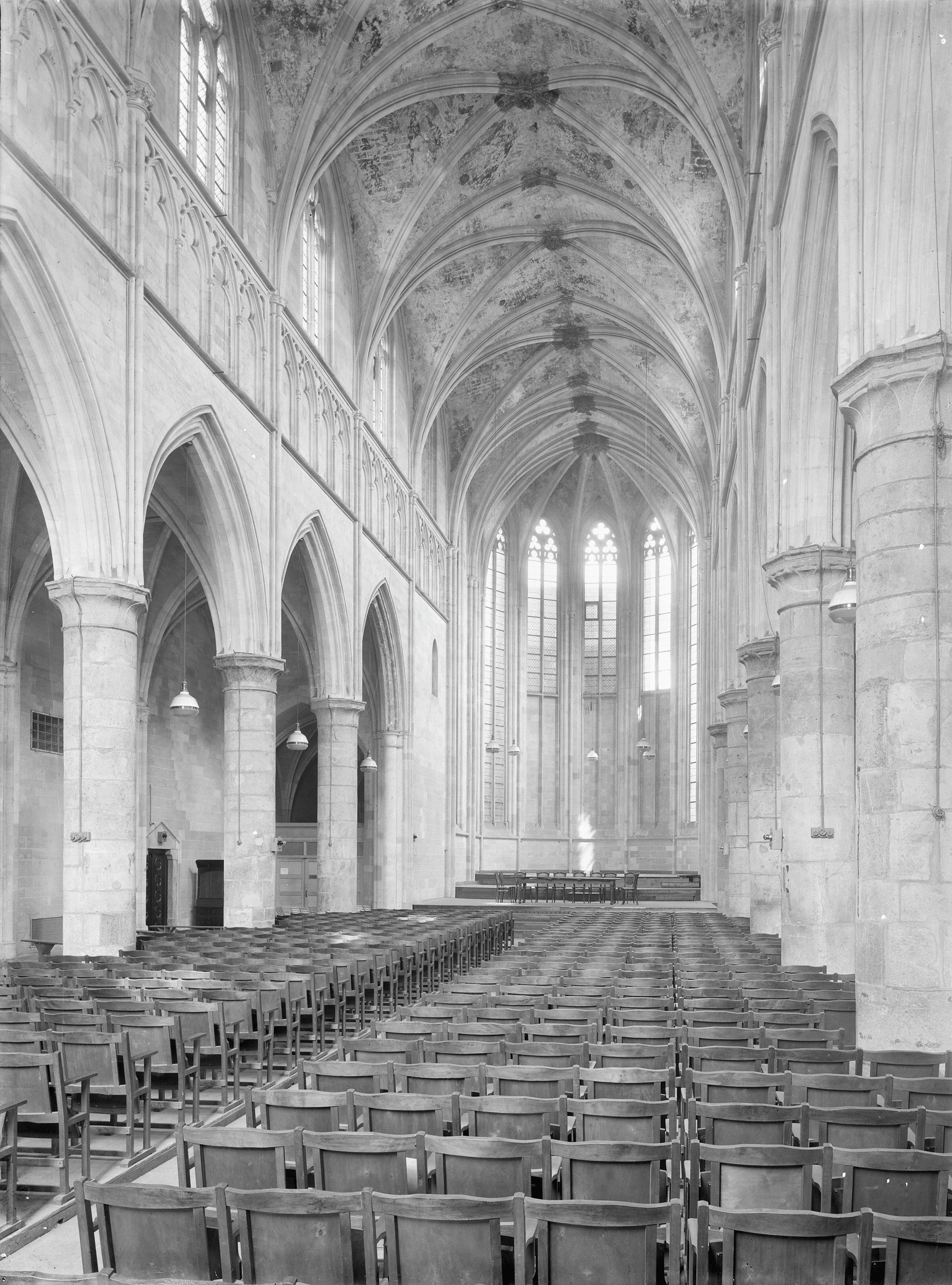
Concertzaal (1928)

### Recente restauratie, archeologisch onderzoek en herbestemming tot boekhandel
In 2005 en 2006 werden het terrein van het klooster en van de kerk archeologisch onderzocht. Naast de kerk werden twee vroeg-middeleeuwse graven gevonden. De overledenen lagen op hun rug met de handen op de buikstreek. De ene overledene betrof een man van ongeveer 54 jaar oud, die slijtagesporen van zware arbeid vertoonde; de andere overledene was een jongen van 8 tot 10 jaar oud. In de kerk zijn 11 onverstoorde en minstens 200 verstoorde graven aangetroffen. Het oudste graf lag midden in de kerk (in medio ecclesiae) en zou dat van de heilige Winand kunnen zijn, de eerste prior. Er ontbraken echter verdere aanwijzingen waarmee zekerheid kon worden verkregen. In de kerk werd tevens een niet-opgevulde kelder van drie kubieke meter ontdekt bij een van de pilaren van de zuidelijke zijbeuk. De kelder dateerde van vóór de bouw van de kerk.

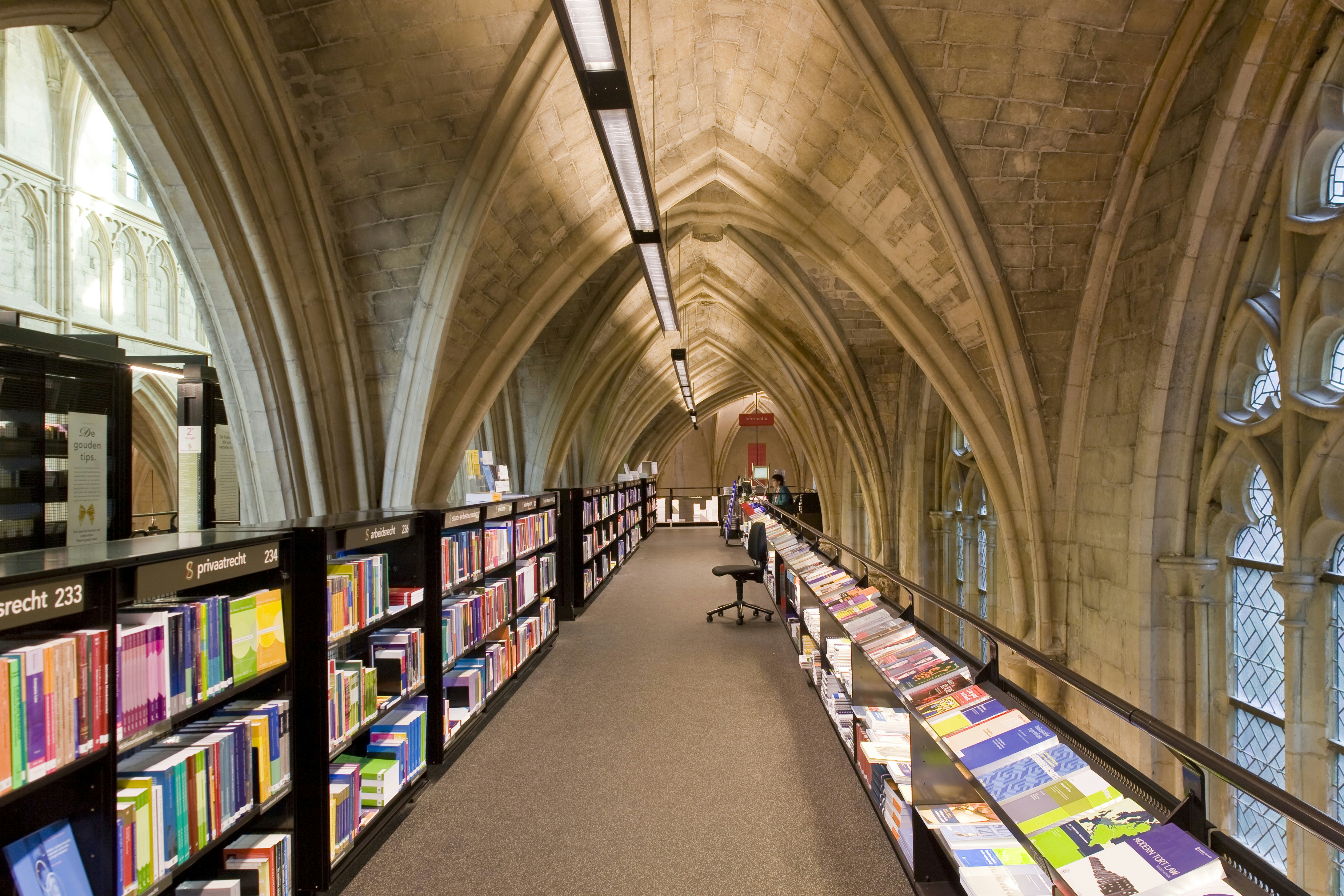
Bovenetage van de 'boekenflat'

Na het archeologisch onderzoek en de restauratie van de kerk en de aanwezige schilderingen is de kerk in gebruik genomen als boekhandel. Hiervoor werd een kelderruimte aangelegd voor de toiletten, een personeelskantine, installaties voor verwarming, beluchting en verlichting, en een ruimte voor de opslag van boeken. Het bureau Merkx + Girod was verantwoordelijk voor de inrichting. Het bureau construeerde een 'boekenflat' met als doel de ruimtelijkheid van het kerkgebouw te bewaren. De boekenflat telt twee verdiepingen en bestaat uit twee stalen boekenkasten van 30 meter lang en 7,5 meter hoog. In de boekenflat bevinden zich een lift, trappen en een tweetal geïntegreerde werkplekken. In de apsis is een café ingericht met een klein podium. Voor de hoofdingang van de kerk is een kunstwerk geplaatst van verroest cortenstaal, dat een reliekschrijn voorstelt en dat tevens dienstdoet als entree. Het ontwerp hiervoor is eveneens van Merkx + Girod, de belettering van René Knip.
De boekhandel werd aanvankelijk gerund door de boekwinkelketen Selexyz, waartoe een aantal gerenommeerde boekhandels in Nederland behoorden (o.a. Scheltema, Donner en Broese). In 2013 raakte Selexyz in financiële problemen. Het bedrijf fuseerde met de keten van tweedehandsboekwinkels De Slegte. In Maastricht werden de activiteiten gecontinueerd onder de naam Polare Maastricht voorheen Dominicanen. In februari 2014 was de winkel een week lang gesloten omdat ook voor dit bedrijf faillissement werd aangevraagd. Onderhandelingen over een mogelijke overname van de Maastrichtse vestiging, onder andere door het Zwolse Waanders, leverden niets op. Tijdens het faillissement werd er gewerkt aan een doorstart als zelfstandige boekhandel. In maart 2014 werd de winkel dankzij crowdfunding, waarbij een ton werd opgehaald, door de oorspronkelijke franchisenemer gekocht van de curator, waarna het bedrijf werd voortgezet als Boekhandel Dominicanen. 
In 2008 riep de Britse krant The Guardian de boekhandel Selexyz Dominicanen uit tot "mooiste boekwinkel ter wereld". In 2015 nam CNN de boekhandel op in een lijst met achttien "coolest bookshops". In 2025 kreeg de winkel opnieuw het predicaat "mooiste boekhandel ter wereld", nu na een grootschalige verkiezing uitgeschreven door het internationale platform 1000 Libraries.

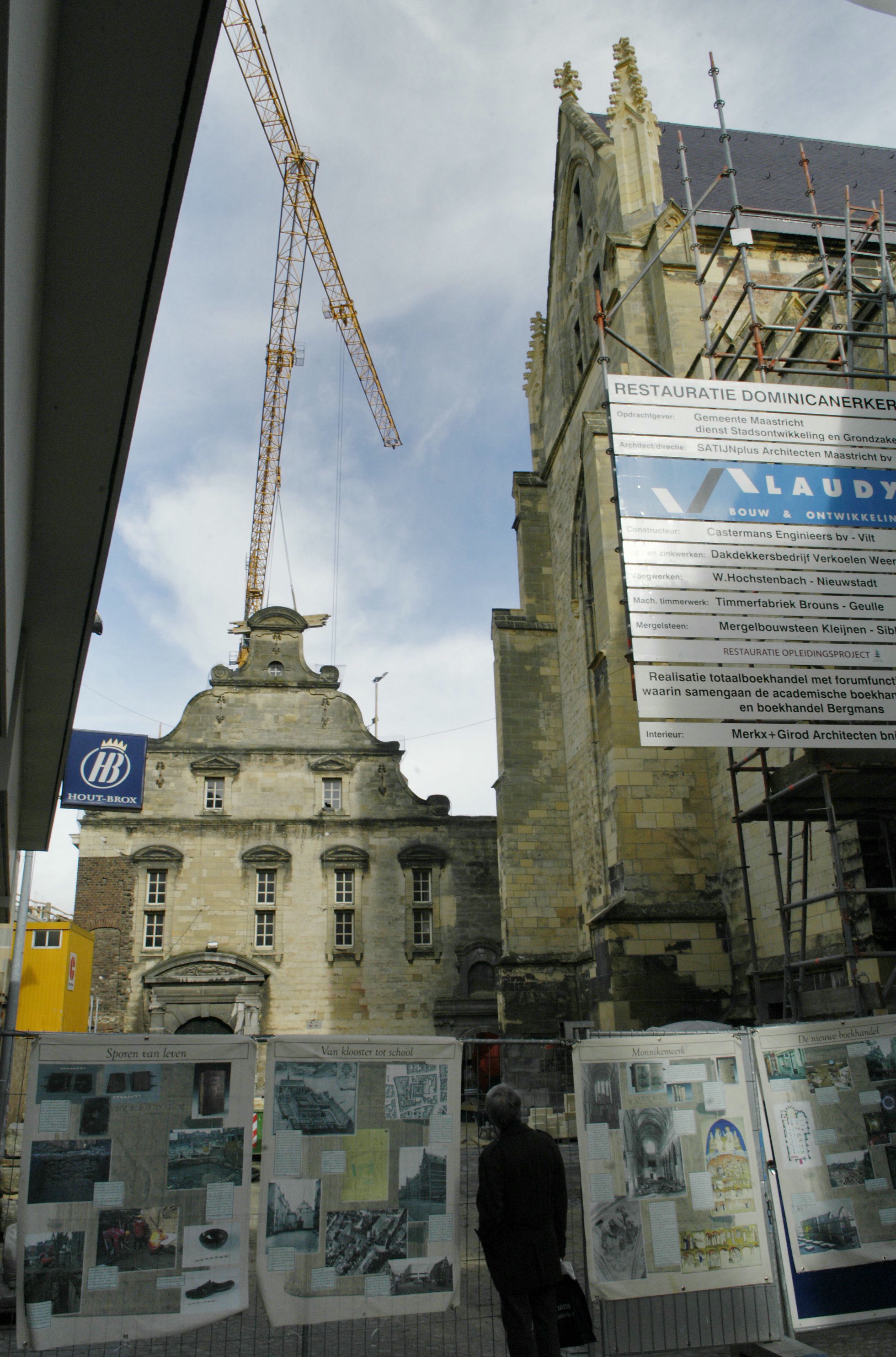
Restauratie (2006)
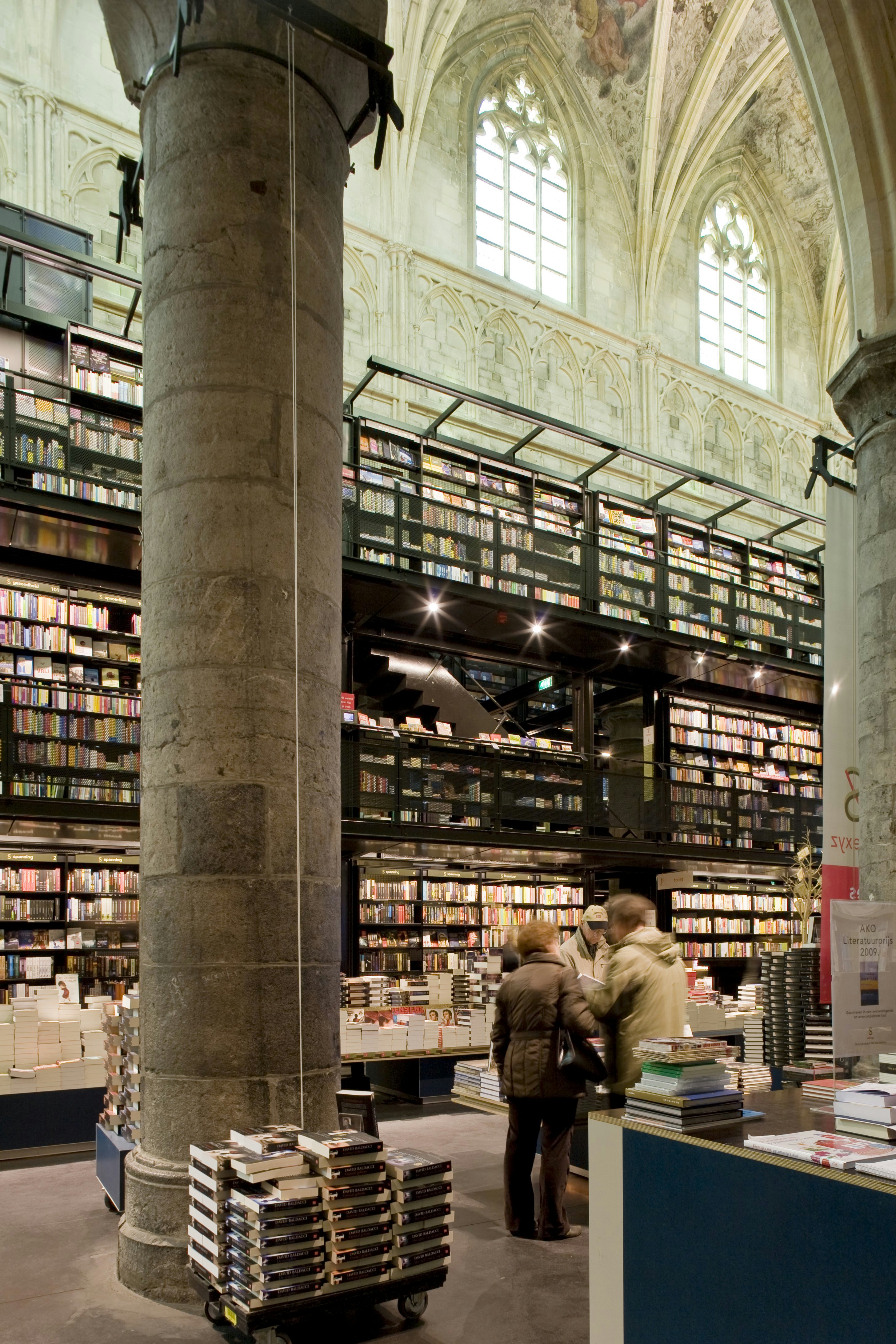
Overzicht 'boekenkerk'
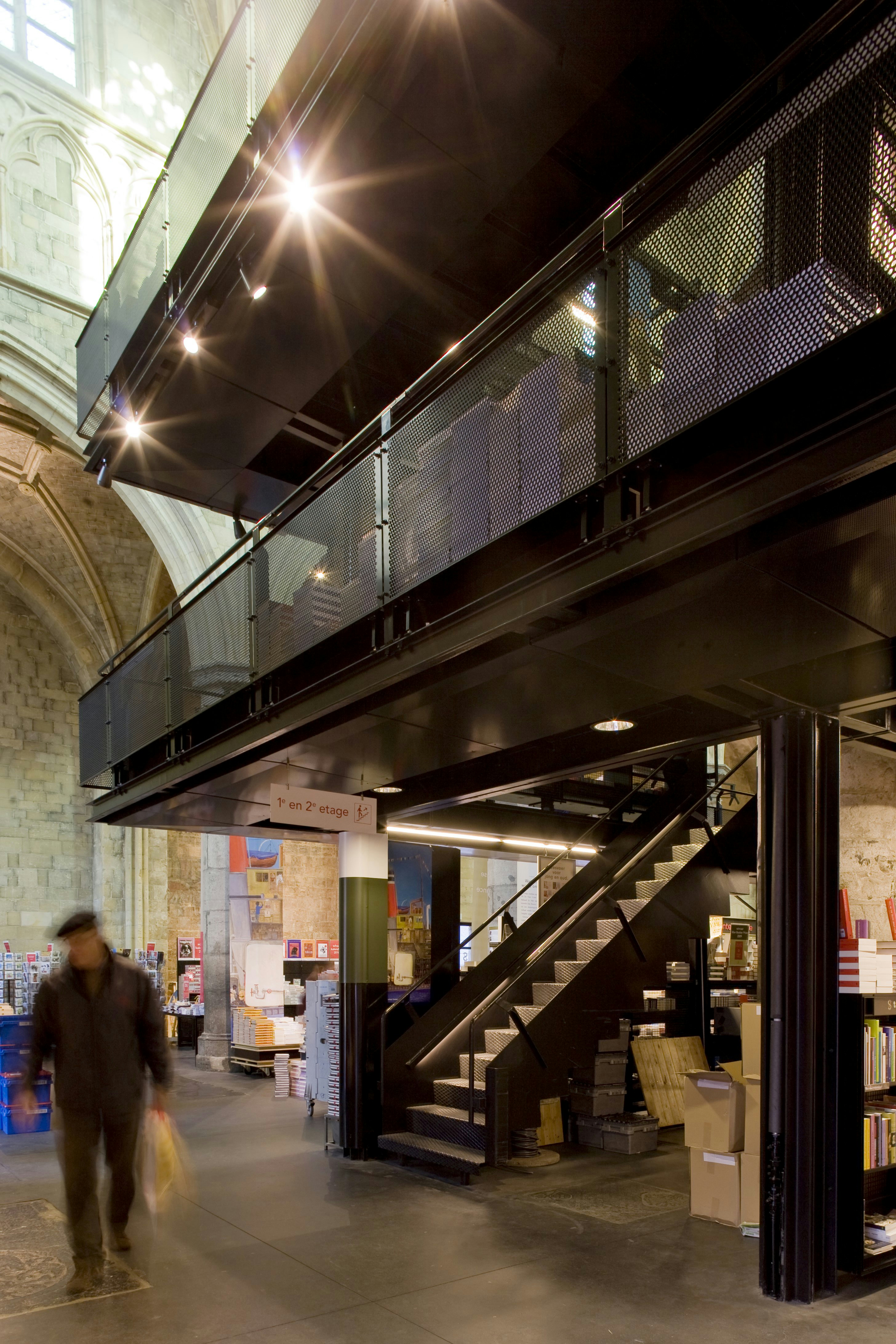
De 'boekenflat'
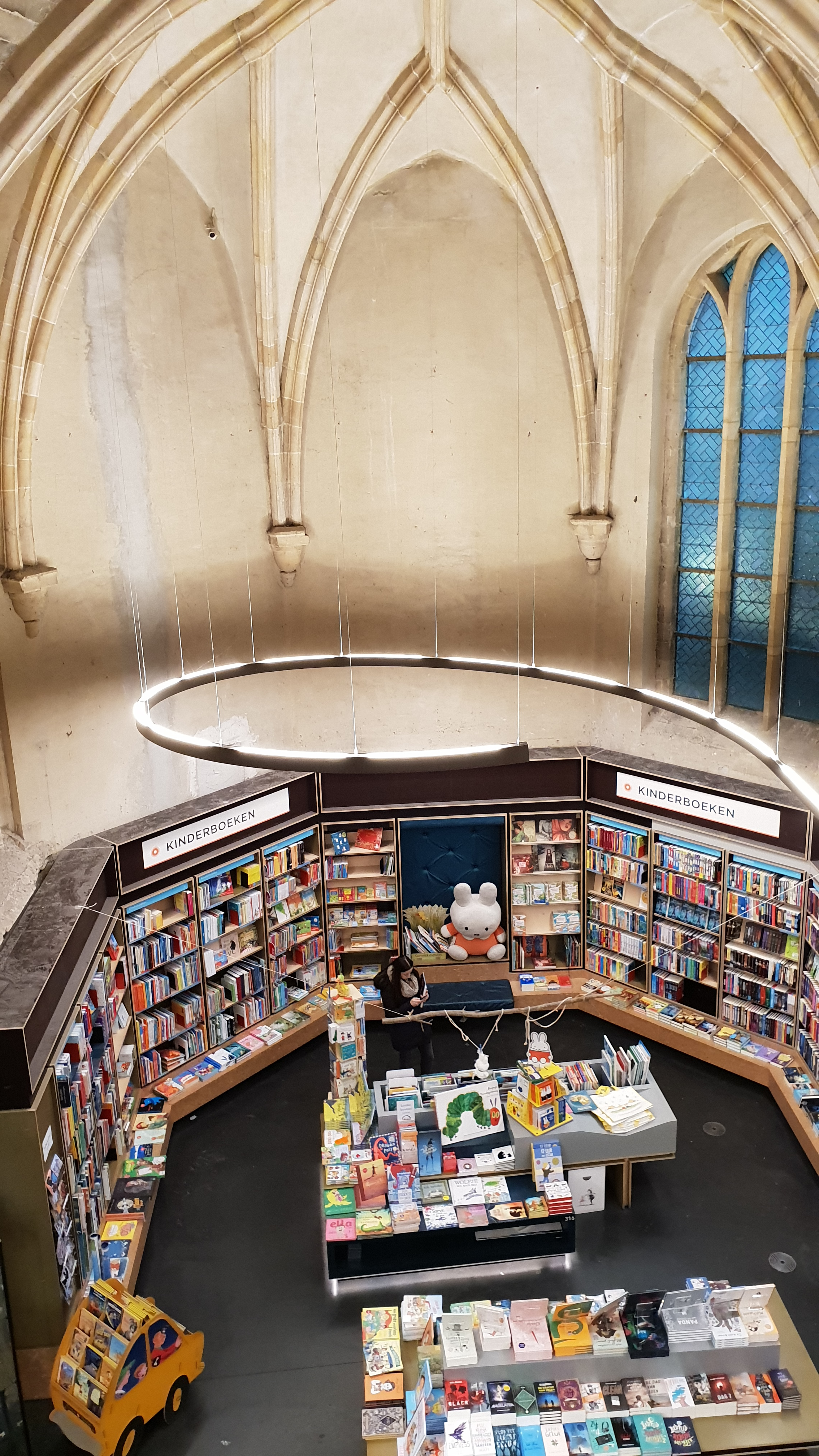
Kinderboekenhoek

## Beschrijving kerk

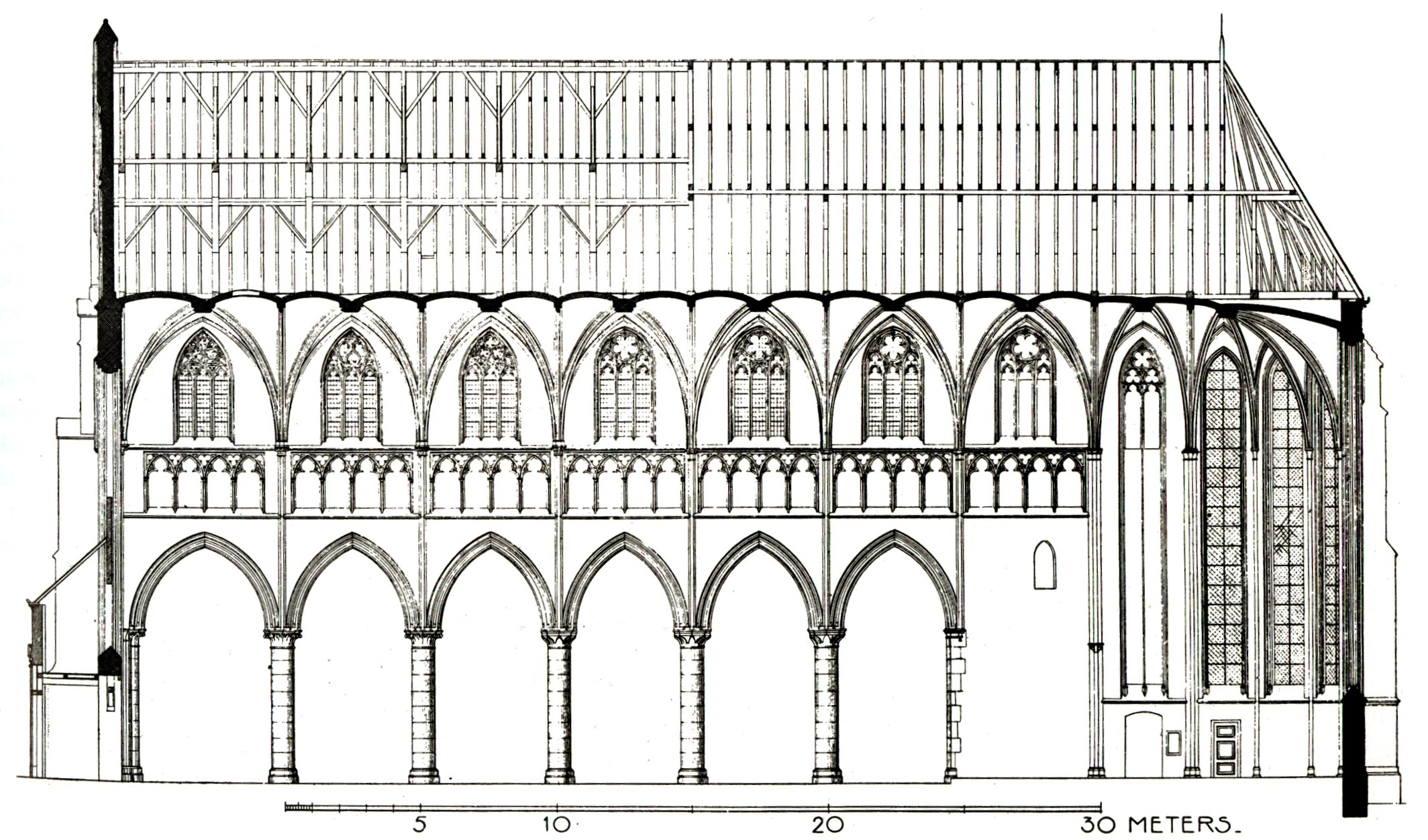
Lengtedoorsnede (Adolph Mulder, 1895)

### Exterieur
De Dominicanenkerk is gebouwd in gotische stijl en is oost-westelijk georiënteerd. De kerk is opgetrokken uit kolenzandsteen, mergel en Naamse steen. De kerk bestaat uit een middenschip met twee zijbeuken en een koor en apsis. Het middenschip is hoger dan de zijbeuken. De Onze-Lieve-Vrouwekapel kan gezien worden als een zuidelijk pseudotransept met een koor aan de oostzijde van dit transept. De hoofdingang van de kerk bevindt zich aan de westzijde. Boven de toegang bevindt zich een groot spitsboogvenster. Ook de noordelijke zijbeuk heeft aan de westzijde een spitsboogvenster, de zuidelijke zijbeuk heeft aan de westzijde een blinde muur. De noordmuur van de noordelijke zijbeuk deed vroeger ook dienst als muur van het klooster; hierdoor zijn de steunberen van deze muur in de kerk te vinden in plaats van erbuiten zoals aan de zuidelijke zijbeuk. Dit bewijst trouwens ook dat klooster en kerk in één keer zijn geconcipieerd. Het middenschip wordt aan de buitenzijde door luchtbogen gedragen. De dakruiter die de kerk ooit bezat is bij de recente restauraties niet herbouwd, ondanks plannen daartoe.

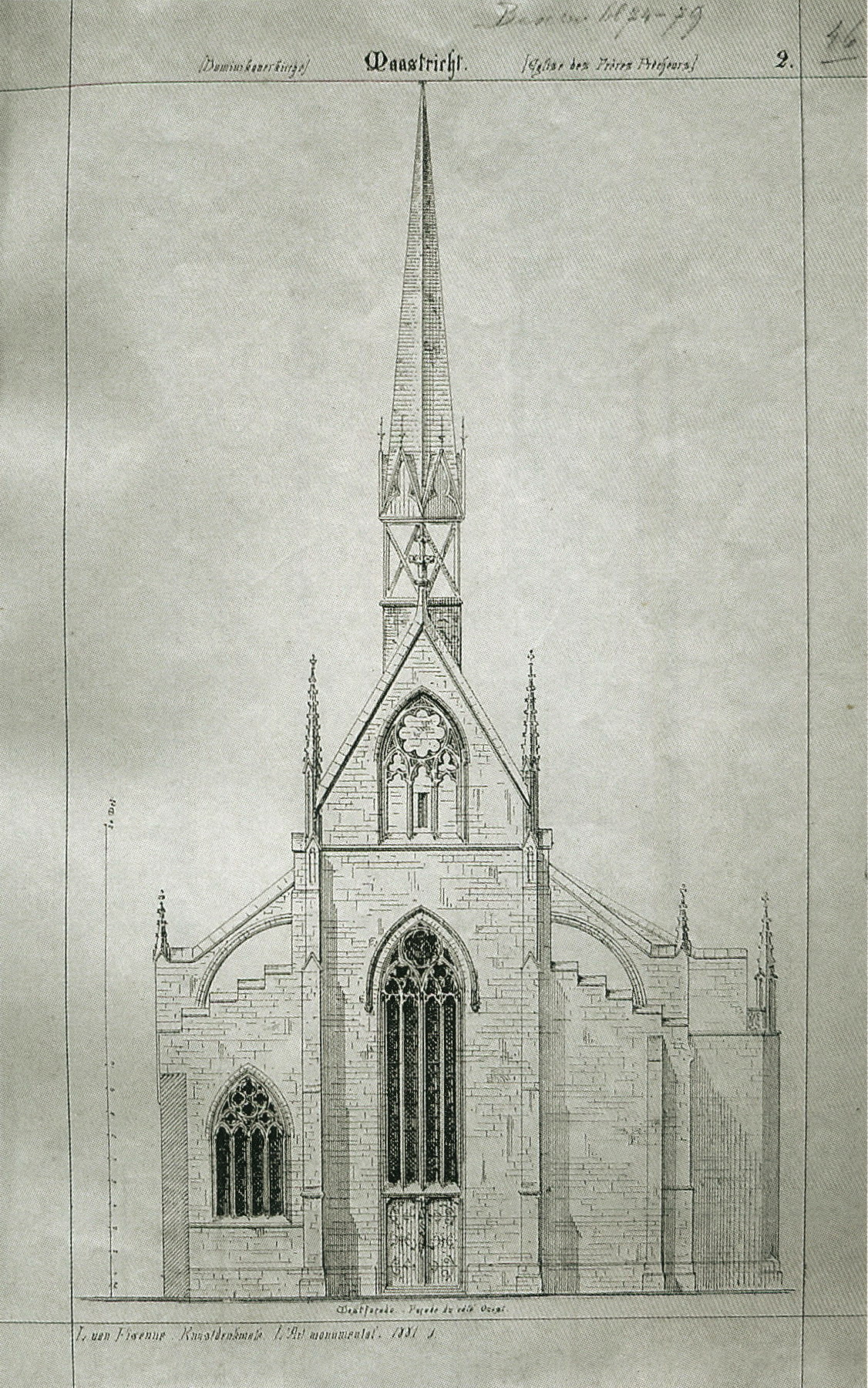
Restauratievoorstel (Von Fisenne, 1881)
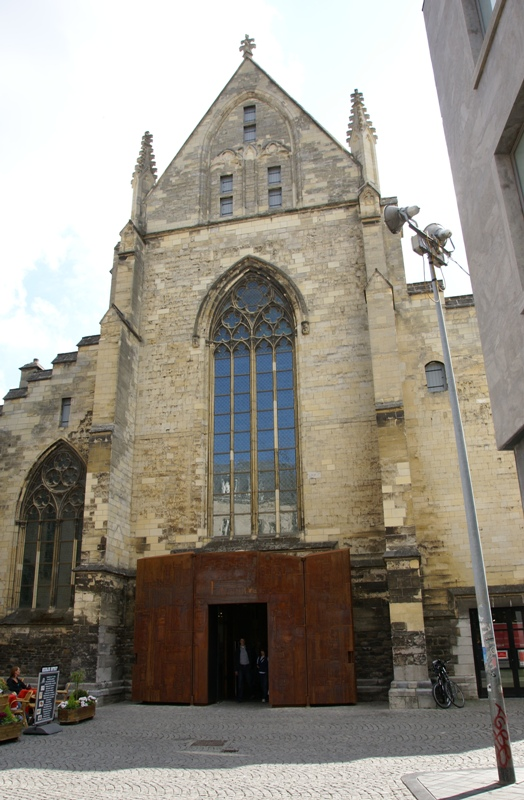
Westgevel Dominicanerkerkplein
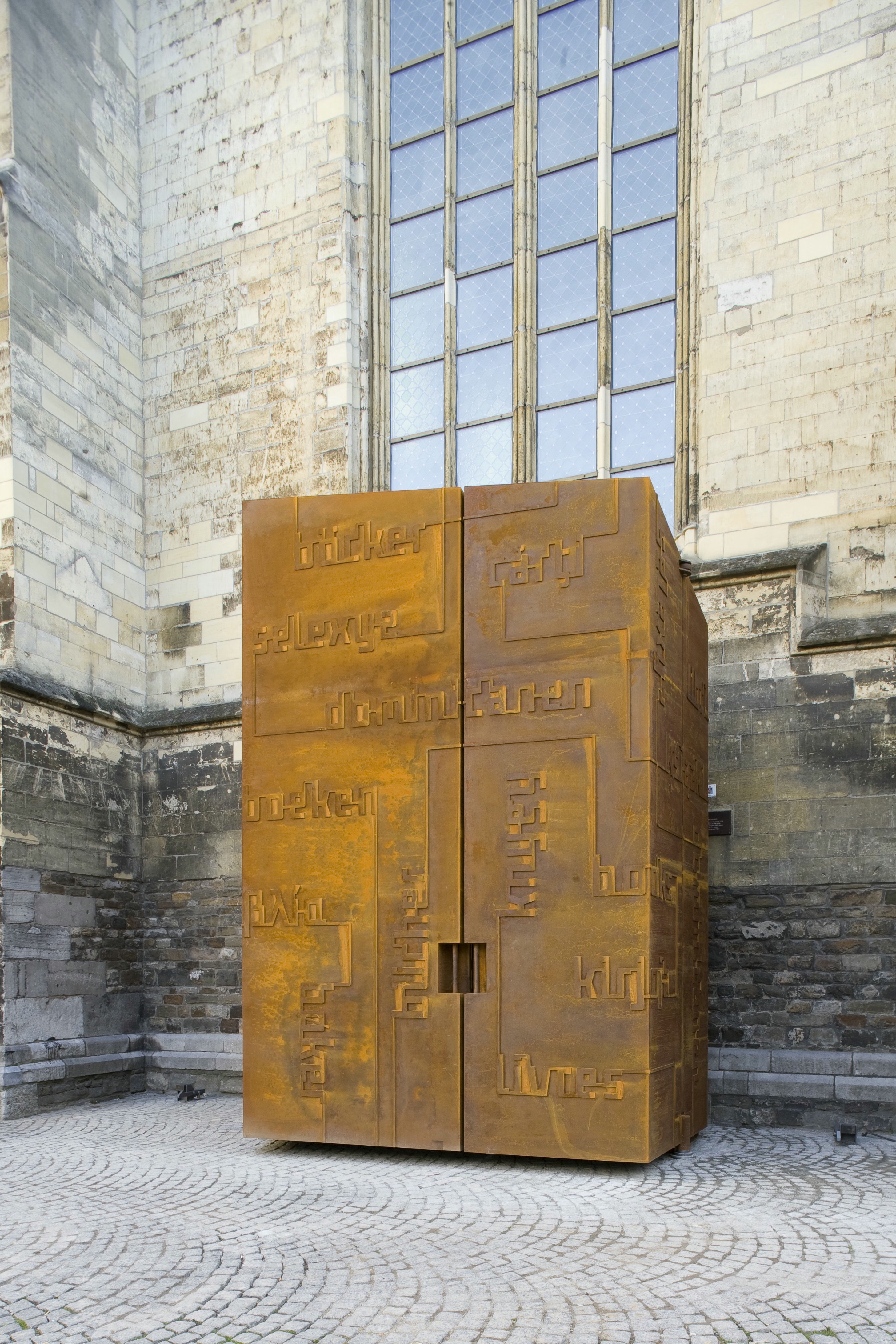
Entree 'boekenkerk' in gesloten toestand
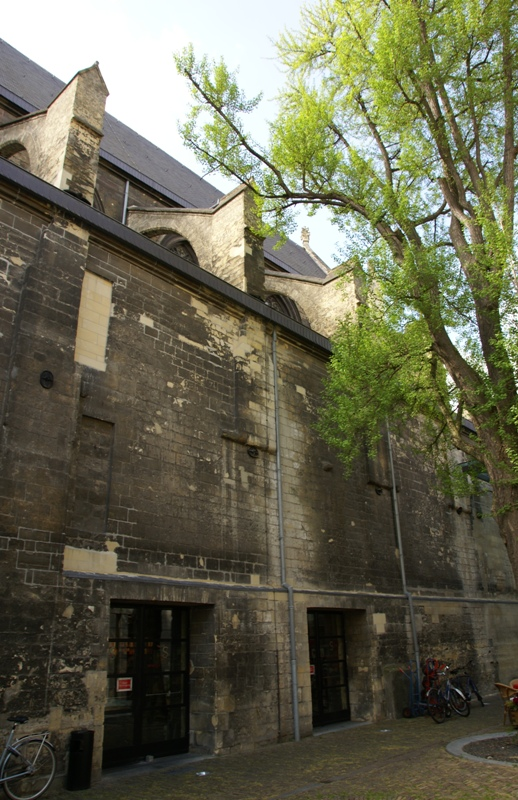
Noordgevel met luchtbogen

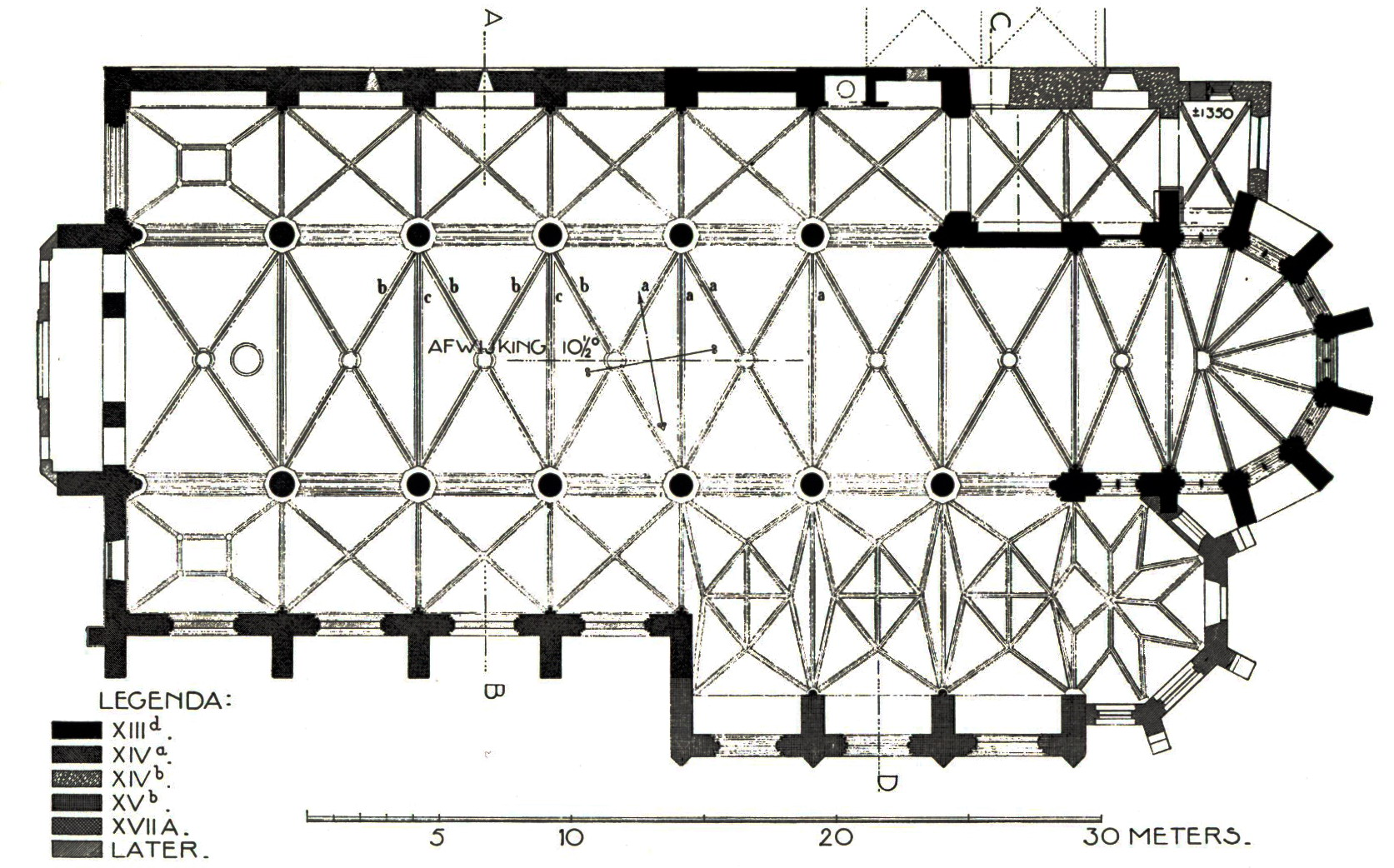
Plattegrond van de kerk (A. Mulder, 1895)

### Interieur
De Dominicanenkerk is een driebeukige kerk met een hoog middenschip dat door kruisribgewelven wordt overspannen. De gebeeldhouwde sluitstenen op de kruising van de gewelfribben tonen episoden uit het leven van Christus. De gewelven werden in het begin van de 17e eeuw beschilderd. Tussen het middenschip en de zijbeuken dragen twaalf hardstenen zuilen met versierde kapitelen de spitsboogvormige scheibogen.
De Sint-Catharinakapel uit 1309 bevindt zich aan de noordoostzijde van de kerk in het verlengde van de zijbeuk. De kapel heeft een rechthoekige sluiting en er is een verdieping in ondergebracht. De bredere Onze-Lieve-Vrouwekapel aan de zuidoostkant had aanvankelijk ook een rechthoekige sluiting, maar deze is in 1617 gewijzigd in een vijfhoekig apsis die overwelfd wordt door een stergewelf.

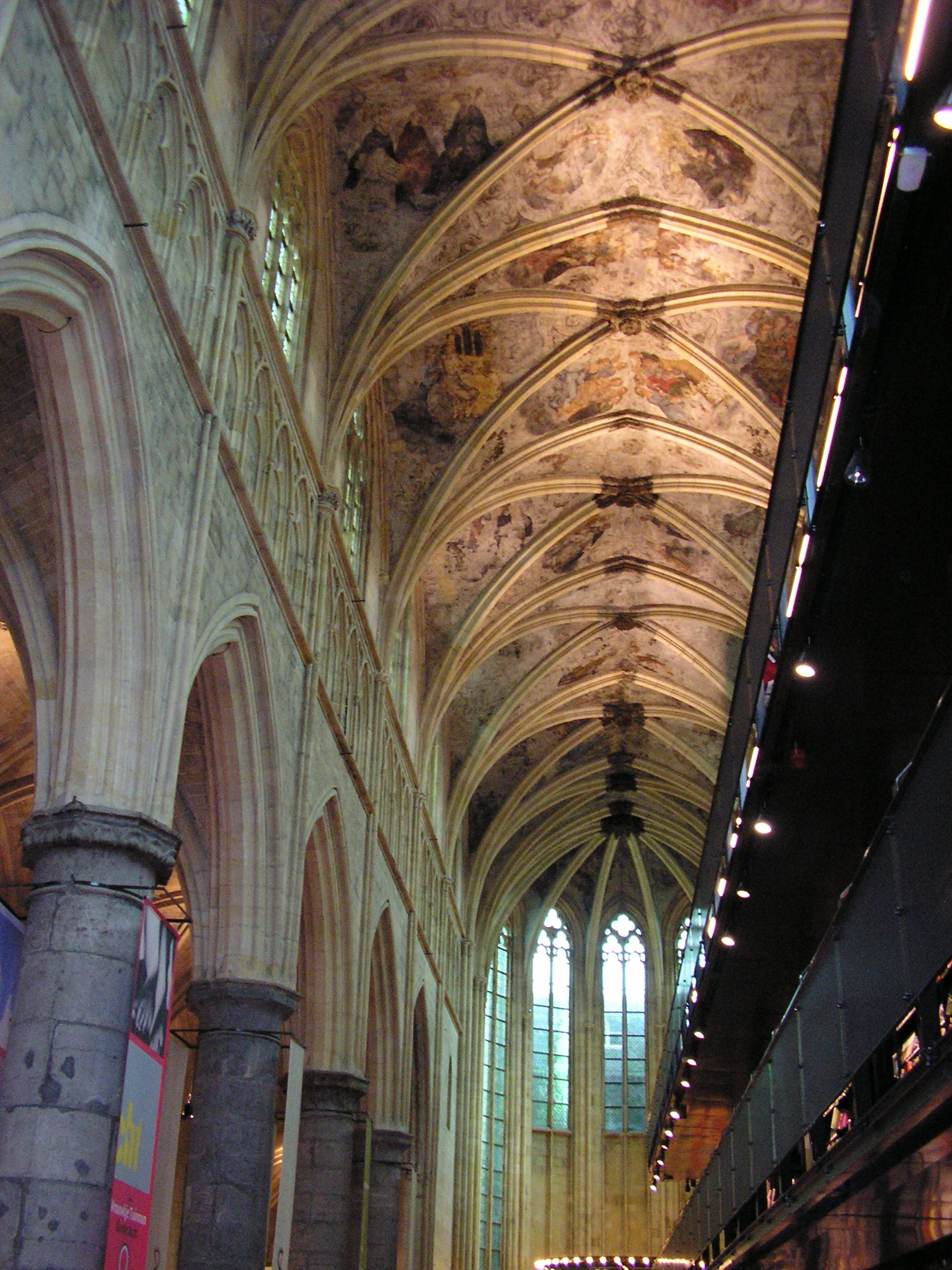
Interieur richting het koor met gewelfschilderingen
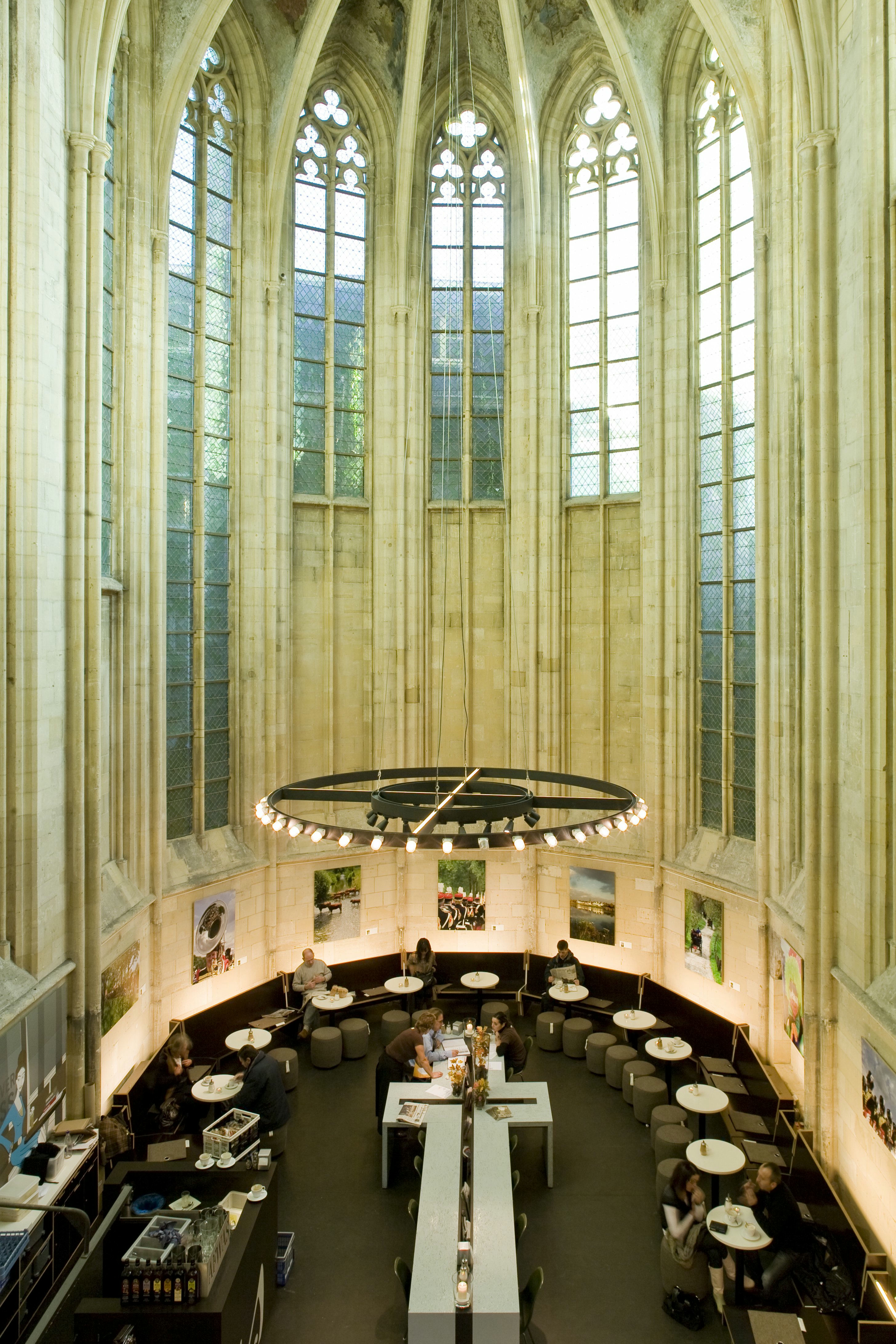
Zicht op het koor met spitsboogvensters
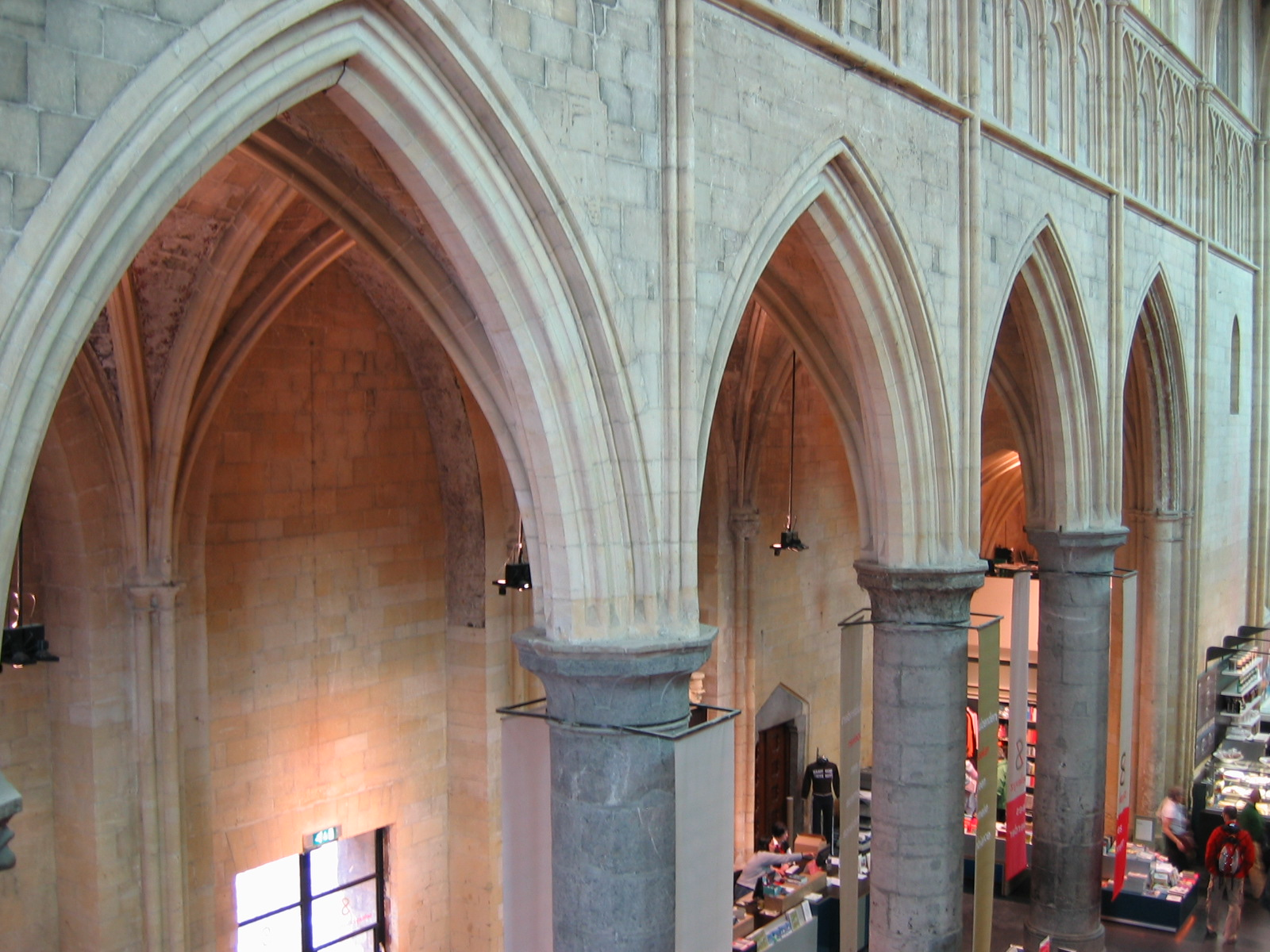
Zicht op noordelijke zijbeuk
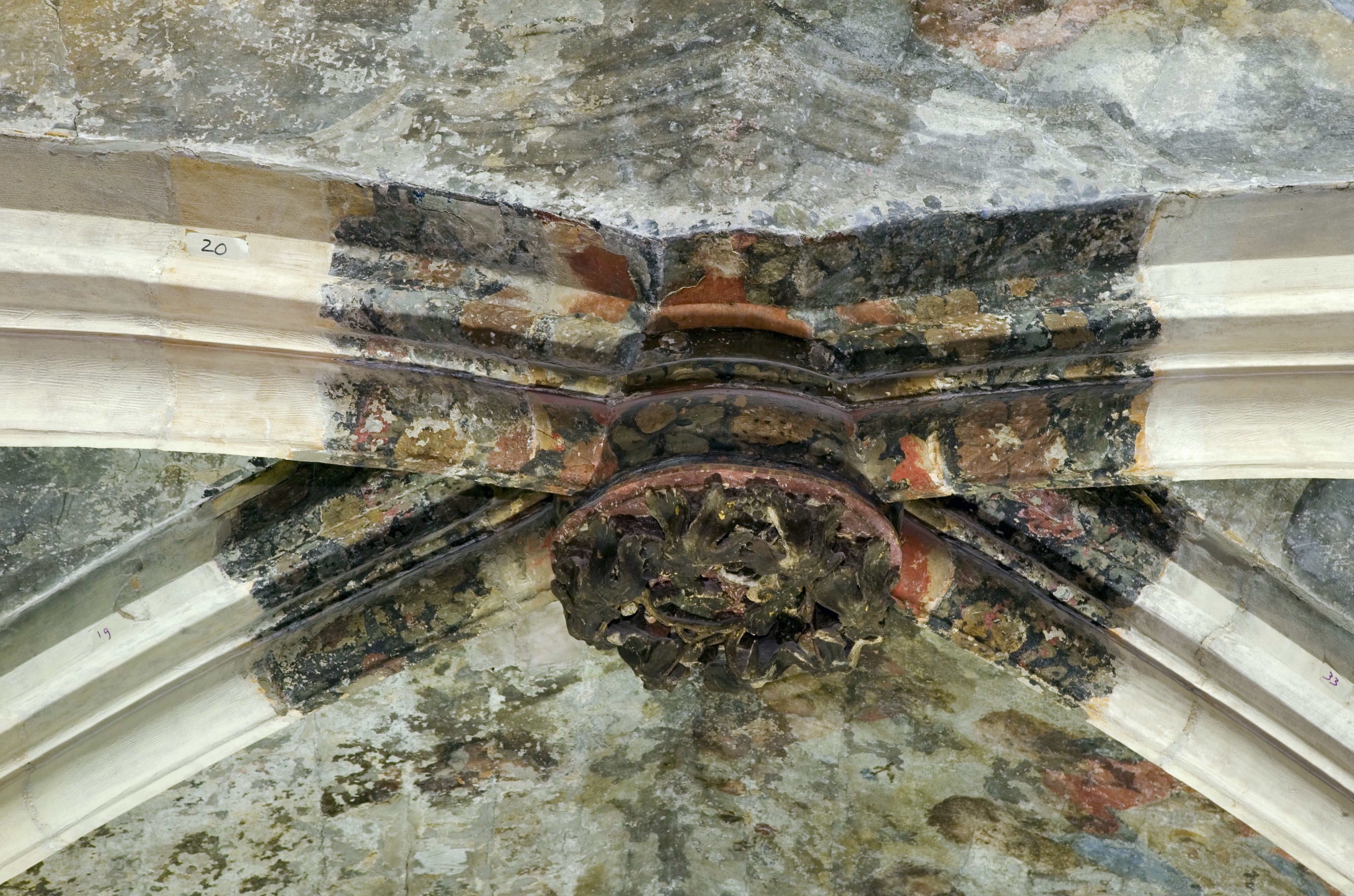
Sluitsteen met gewelfribben

### Sint-Thomasschildering
In 1861 ontdekte Victor de Stuers onder de kalklagen van de wand van de tweede travee in de noordbeuk restanten van een middeleeuws fresco. In 1866 werden de kalklagen verwijderd. De schildering bleek onder meer scènes uit het leven van Thomas van Aquino voor te stellen. De muurschildering uit 1337 geldt als de oudste in Nederland. In 2011 werd een installatie in gebruik genomen die door middel van projectie het beeld van de sterk vervaagde schildering verheldert. De projectie wordt slechts enkele malen per dag vertoond.
De muurschildering kan onderverdeeld worden in een vijftal stroken of registers:
- Het eerste, bovenste register toont een gekroonde Maria rechts van Christus, die haar zegent.

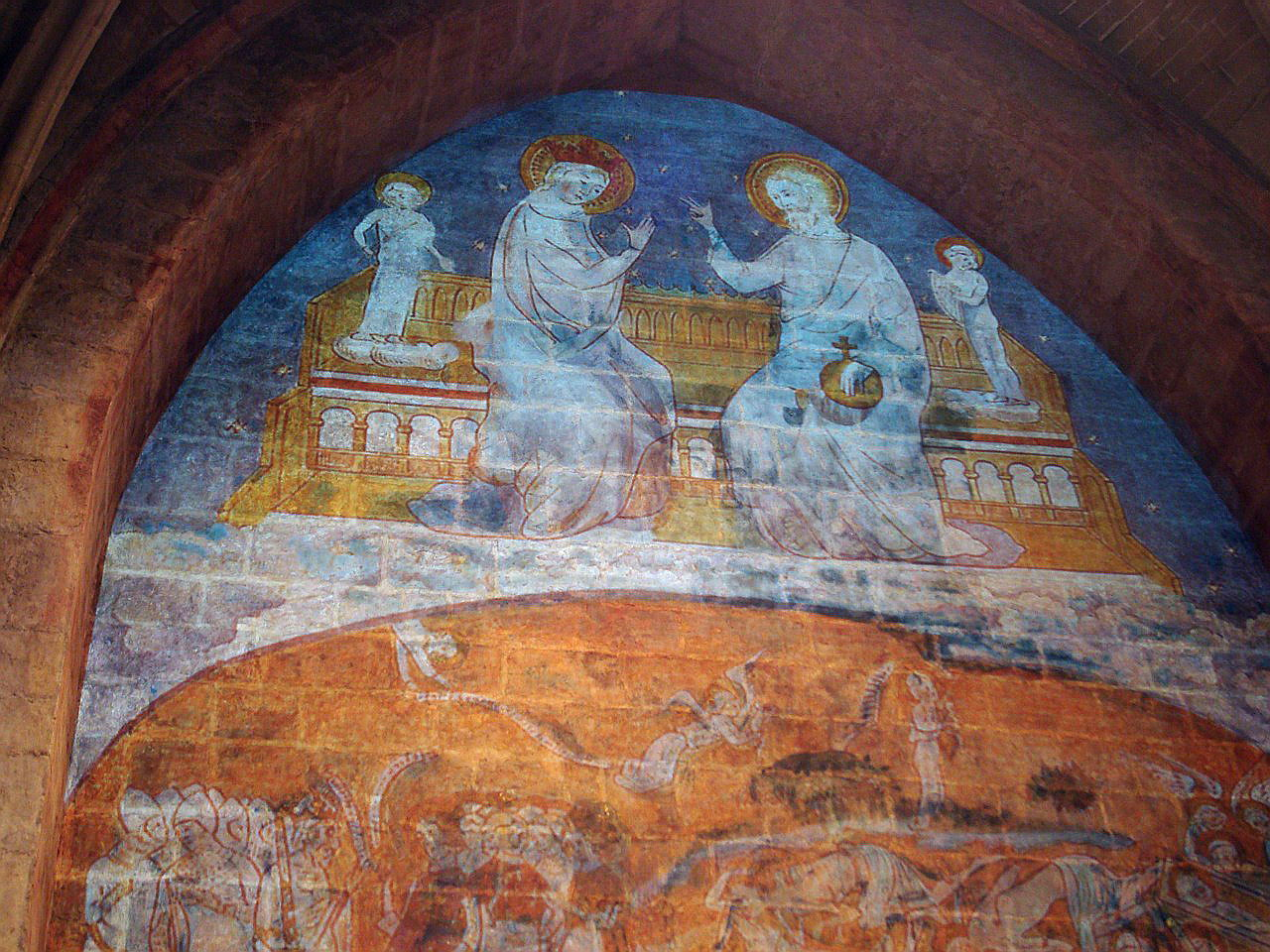
Detail Sint-Thomasschildering, verhelderd met behulp van projectie

- Het tweede register toont het verhaal van de dood van tienduizend Armeense martelaren. Dit verhaalt hoe een aantal militairen uit het Romeinse leger in opstand is gekomen. Keizer Hadrianus besluit hen aan te vallen, maar zijn leger van negenduizend man is te klein en durft de strijd niet aan. Als de soldaten zich bekeren, verdrijven zij de opstandelingen wel. De keizer is boos op deze 'afvalligen' en overvalt hen met een overmacht. Duizend soldaten bekeren zich nog wel tot het christendom. De keizer besluit alle tienduizend soldaten te martelen, wat na veel moeite lukt. Het register is opgedeeld in vijf scènes, te weten: (1) de keizer geeft opdracht aan de christenen om aan de afgoden te offeren; (2) de christenen, uitgedost als kruisridders zonder helm, weigeren; (3) de lichamen van de christenen zijn gespietst en op elkaar gestapeld, op de voorgrond ligt een bisschop; (4) engelen leggen de lichamen in drie doodskisten; (5) engelen dragen de zielen van de martelaren naar de hemel.
- Het derde en vierde register tonen vijftien scènes uit het leven van de heilige Thomas van Aquino. De scènes zijn: de profetie van de kluizenaar Rocco aangaande de geboorte van Thomas van Aquino; Thomas wordt gezoogd door een min; Thomas krijgt een boek en eet het op; Thomas wordt als kleine jongen toegelaten tot een klooster; Thomas wil intreden bij de Dominicanen; Thomas wordt in de gevangenis bezocht door zijn zus om hem tot inkeer te brengen; Thomas wordt door engelen bezocht en omgord met kuisheid; Thomas staat voor de ingang van een kerk; Thomas staat tegenover iemand met een tekstrol in zijn hand; Thomas is te zien als docent in Parijs omringd door leerlingen; Thomas biedt de paus een boek aan; Thomas met een aantal religieuzen; Thomas op de knieën voor een kruis; het overlijden van Thomas waarbij zijn ziel wordt afgebeeld als een opstijgende ster; de begrafenis van Thomas en wellicht een eerste wonder.
- Het vijfde register toont de schenkers. Het toont een viertal knielende en een vijftal staande figuren. De afbeeldingen zijn zeer onduidelijk en het register moet als verloren worden beschouwd.[15]

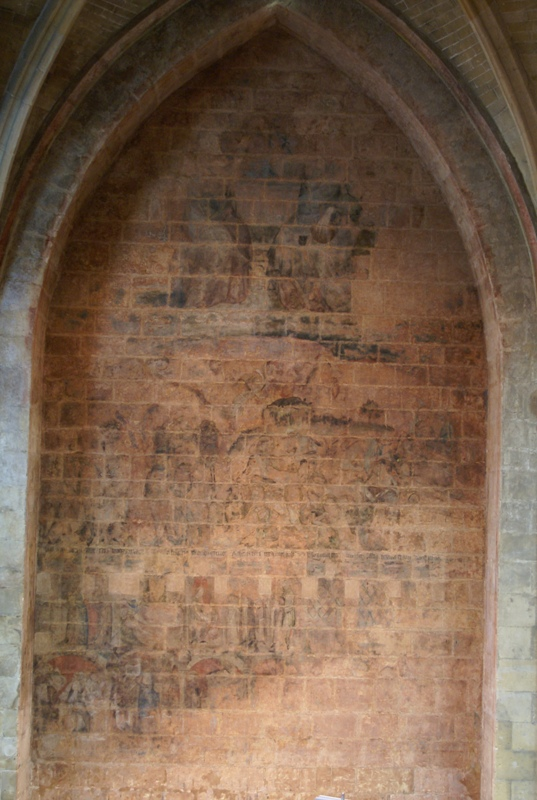
Overzicht fresco Thomas van Aquino
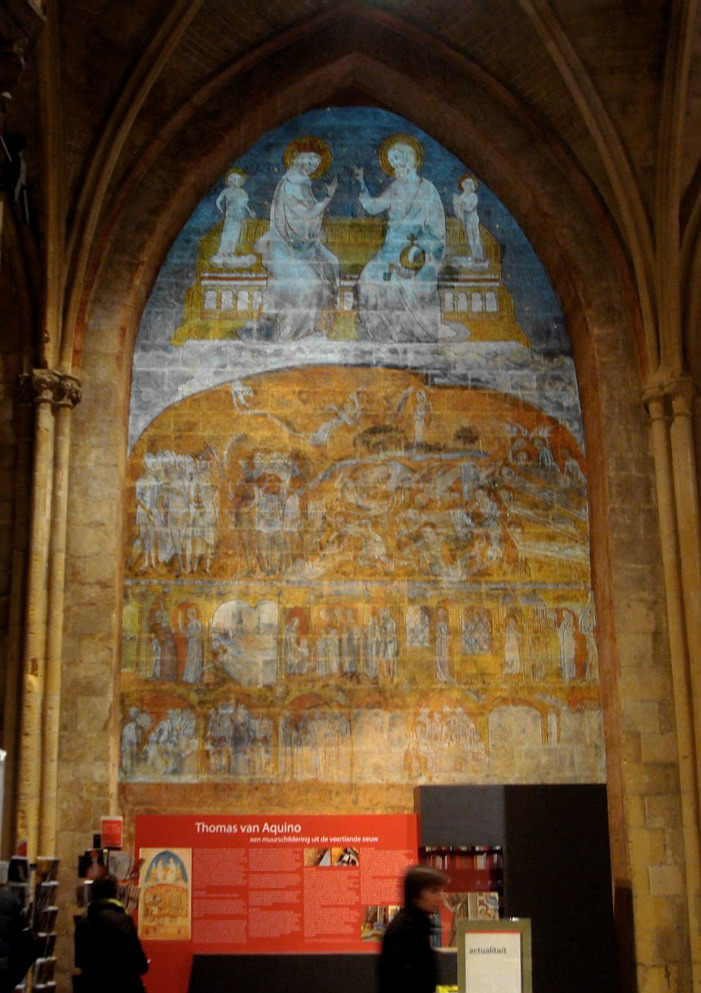
Digitale projectie op schildering
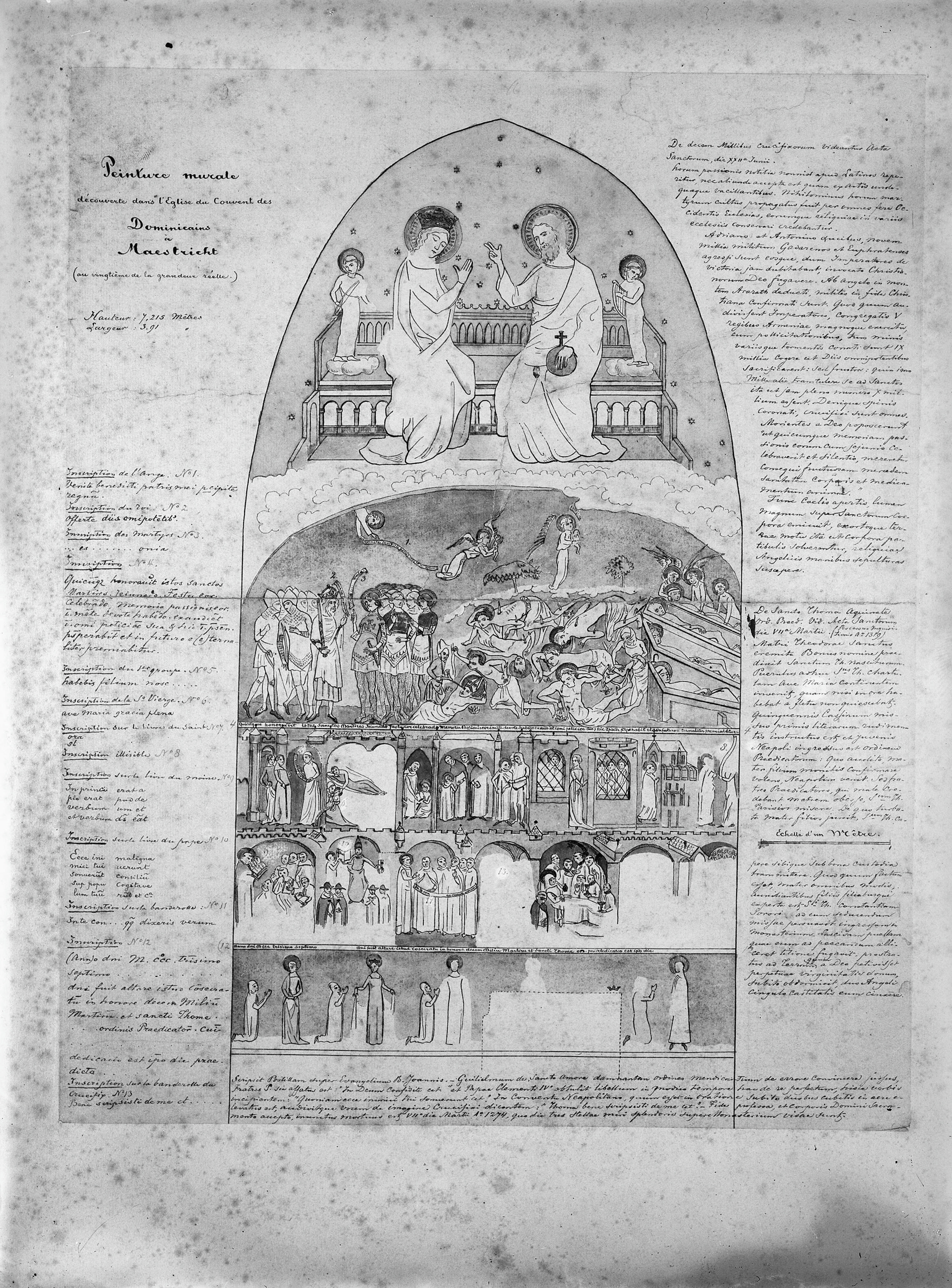
Tekening fresco door Victor de Stuers
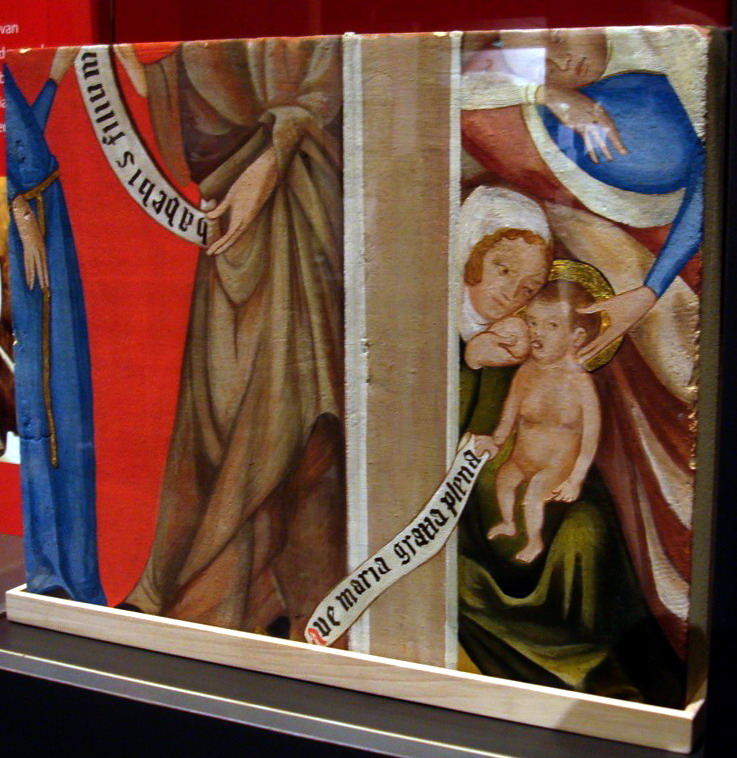
Reconstructie oorspronkelijke kleuren

### Gewelfschilderingen

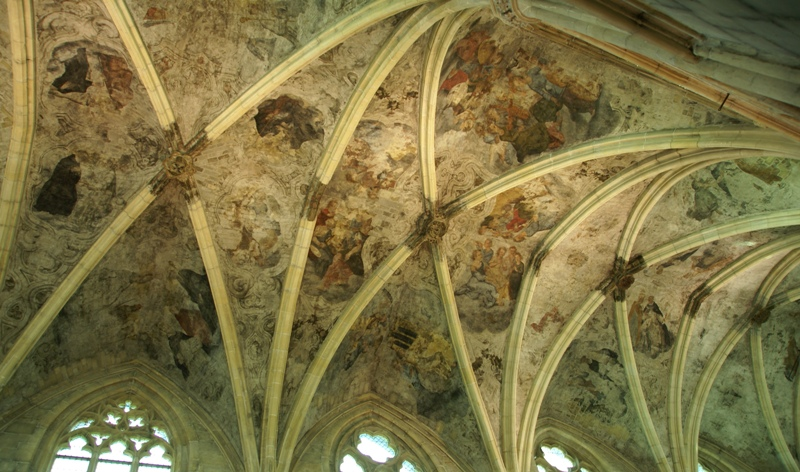
Vroeg-17e-eeuwse gewelfschilderingen

De gewelfschilderingen van Jan Vasoens uit 1618-19 werden in 2005-06 gerestaureerd. Het jaartal 1618 is te vinden langs de oostelijke rand van de gordelboog tussen de derde en vierde travee en het jaartal 1619 is te lezen langs de oostelijke rand van de meest westelijke travee. De voorstellingen zijn afgebeeld tegen een wolkenlucht en zijn omlijst door rijk geornamenteerd, grijs geschilderd trompe-l'oeil-beeldhouwwerk. Deze decoraties vertonen een mengeling van renaissance en barok met gotische elementen. De schilderingen zijn gemaakt met olieverf.
In het koor wordt de Heilsboodschap afgebeeld. In de apsis zijn de Arma Christi te zien. In de eerste, smalle koortravee wordt het Laatste Oordeel uitgebeeld met een tronende Christusfiguur met ernaast de aartsengel Michaël. In de tweede travee zijn de apostelen, waaronder de evangelisten afgebeeld. Op de vierde travee zijn musicerende engelen afgebeeld. Op de traveeën twee, drie, vijf en zes worden figuren en verhalen getoond die iets te maken hebben met kloosterorden. Zo zijn er monniken, bisschoppen en pausen afgebeeld. Op de velden die de traveeën overspannen zijn legenden van heiligen en wonderen afgebeeld. De velden die het schip overspannen laten voornamelijk medaillons zien met twee figuren die met elkaar in gesprek zijn. Dit zijn vermoedelijk stichters van kloosterorden, herkenbaar zijn Sint Norbert en Sint Bruno.

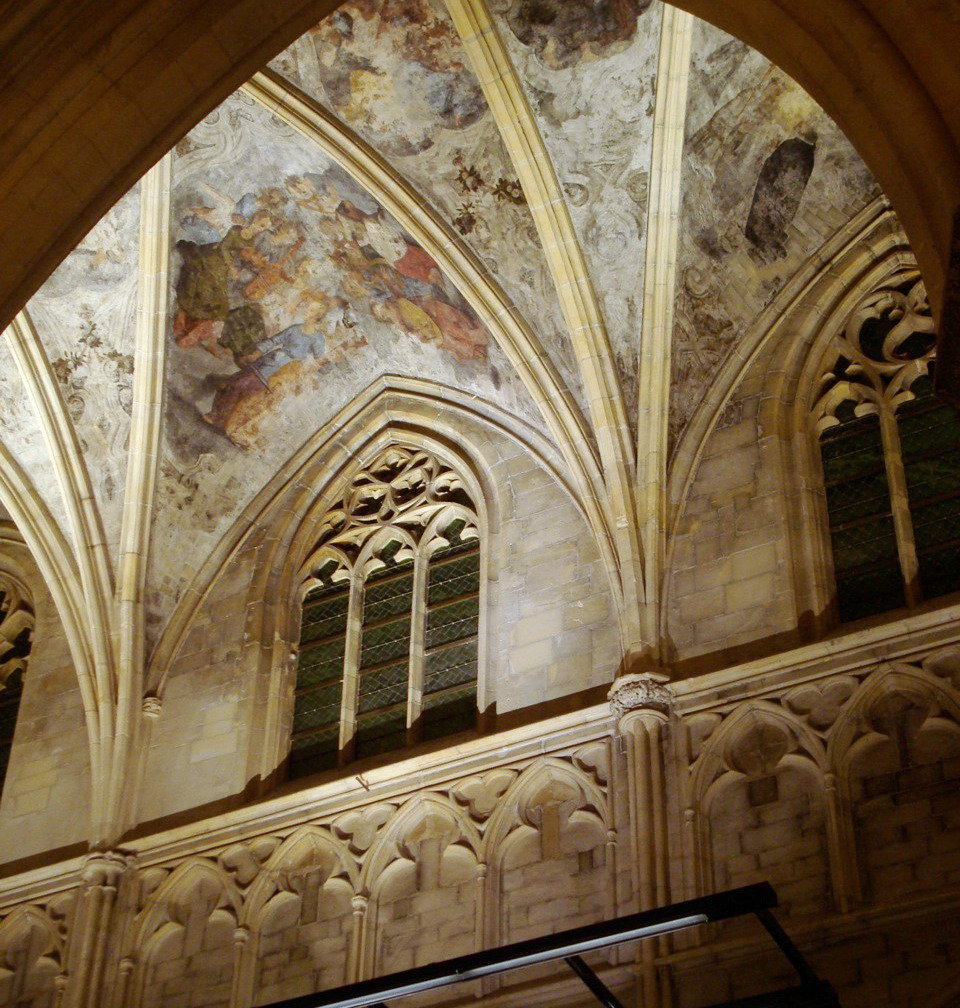
Gewelfschilderingen schip
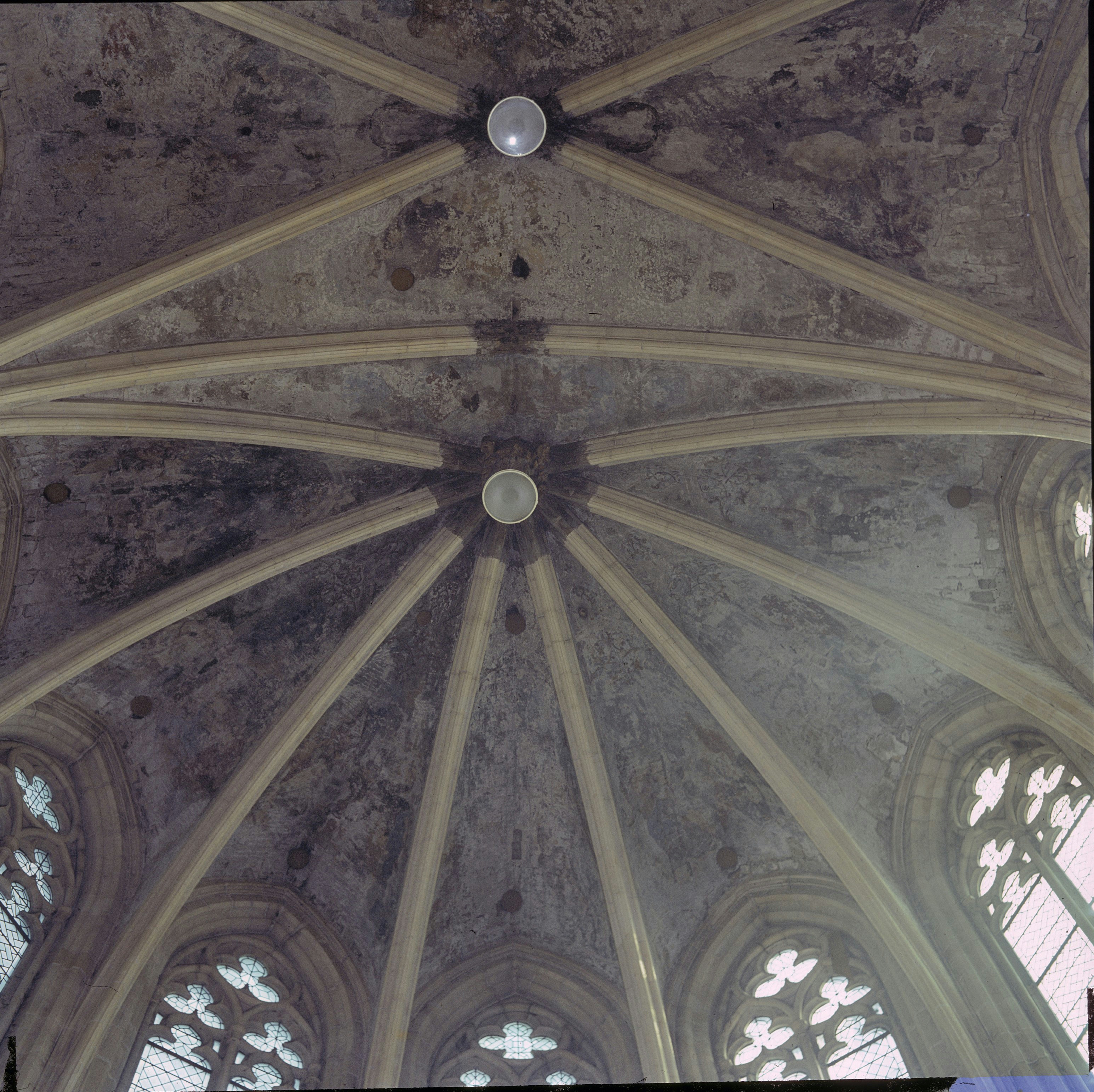
Koorgewelfschilderingen
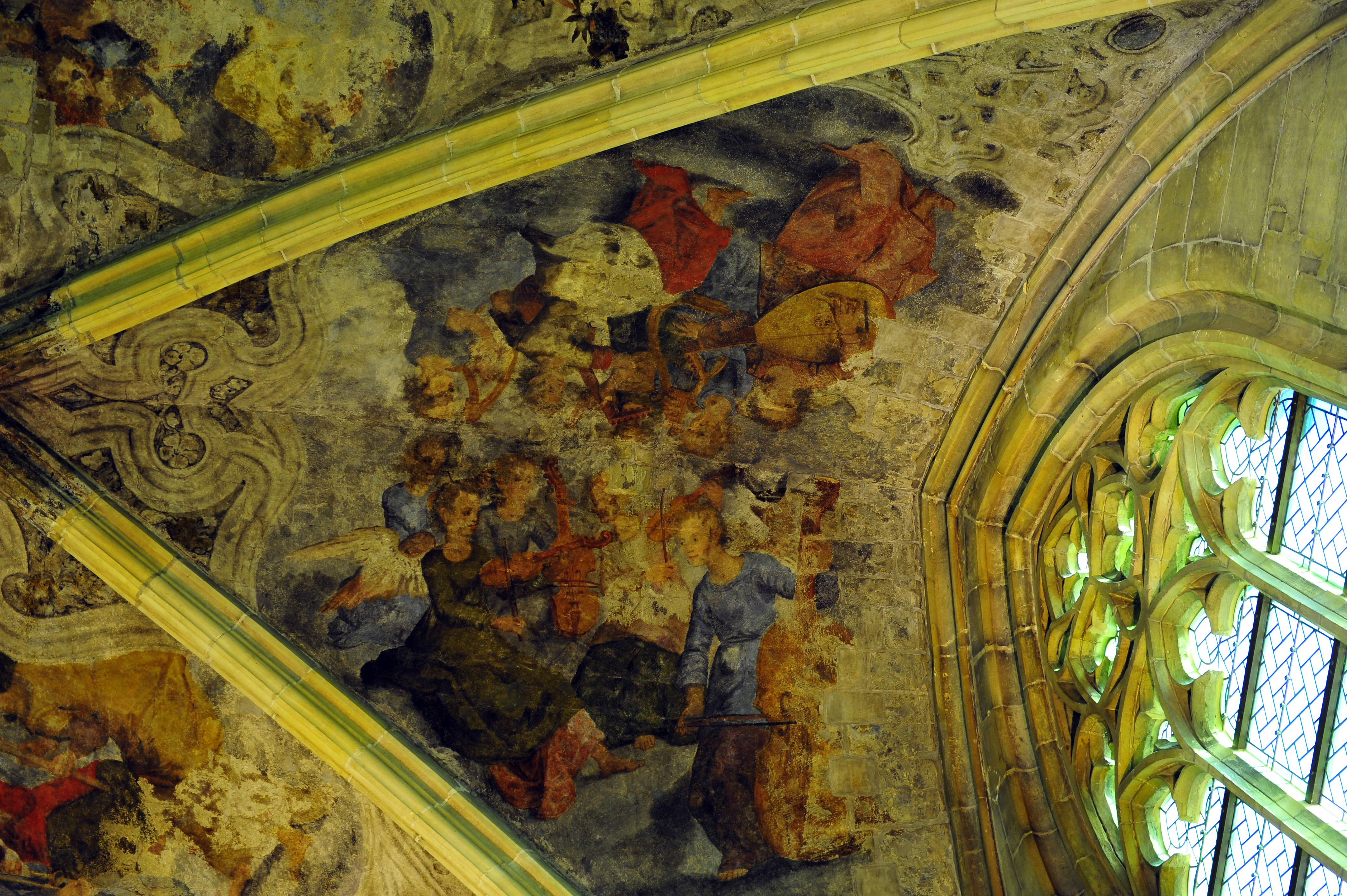
Musicerende engelen
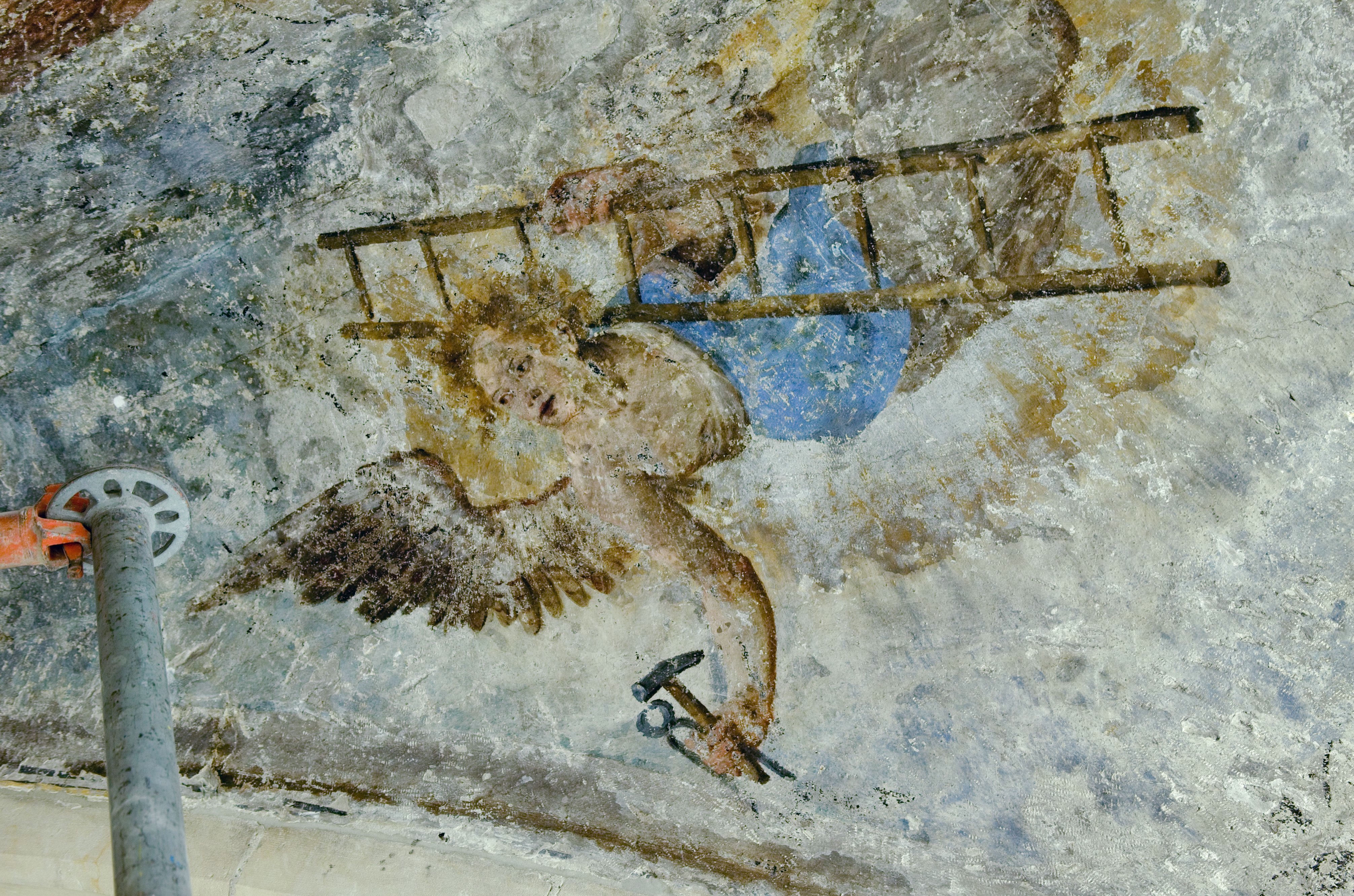
Engel met gereedschap